# Burkina Faso
Burkina Faso es un país sin litoral de África Occidental que limita al noroeste con Malí, al este con Níger, al sureste con Benín y al sur con Costa de Marfil, Ghana y Togo. En 2025 la ONU estimó su población en 24.074.580 habitantes. Anteriormente llamada República del Alto Volta (1958-1984), el país fue nombrado «Burkina Faso» el 4 de agosto de 1984 por el entonces presidente Thomas Sankara, y su capital y ciudad más grande es Uagadugú. En Burkina Faso se hablan 59 idiomas nativos, y el más común, el moré, lo habla aproximadamente el 50 % de la población.
Se independizó de Francia el 5 de agosto de 1960. Después de protestas estudiantiles y sindicales, el primer presidente del país, Maurice Yaméogo, fue depuesto en un golpe de Estado en 1966, encabezado por Sangoulé Lamizana. Su gobierno coincidió con una sequía y hambruna en el Sahel, y fue depuesto en un golpe de Estado en 1980, dirigido por Saye Zerbo. Al encontrar nuevamente la resistencia de los sindicatos, el Gobierno de Zerbo fue derrocado por otro golpe de Estado de 1982, encabezado por Jean-Baptiste Ouédraogo.
Thomas Sankara, un marxista y líder de la facción izquierdista del Gobierno de Ouédraogo, fue nombrado primer ministro, pero fue luego encarcelado.[cita requerida] Los esfuerzos para liberarlo llevaron al golpe de Estado de 1983, en el que fue nombrado presidente.
Ya en mando, Sankara lanzó un ambicioso programa socioeconómico que incluyó una campaña de educación que aumentó el nivel de alfabetización de 13 % en 1983 a 73 % en 1987, la redistribución de tierras a los campesinos, la construcción de escuelas, ferrocarriles y carreteras, el reconocimiento en la esfera pública de la mujer y su posicionamiento en roles gubernamentales por primera vez, la prohibición de la mutilación genital femenina, de los matrimonios forzados y de la poligamia. El presidente y líder revolucionario apuntaba a una integración panafricanista y un afronte antiimperialista de África. Sankara fue traicionado, derrocado y asesinado en un golpe de Estado en 1987 liderado por Blaise Compaoré.
La inestabilidad gubernamental durante las décadas de 1970 y 1980 fue seguida por elecciones multipartidarias a principios de la década de 1990. Compaoré fue elegido presidente en 1991, 1998, 2005 y 2010, y permaneció en el cargo hasta su destitución durante la Revolución de 2014. Posteriormente, Michel Kafando fue nombrado presidente de la transición. El Regimiento de Seguridad Presidencial, la exguardia presidencial de Compaoré, realizó un golpe de Estado el 16 de septiembre de 2015 contra el gobierno de Kafando. El 24 de septiembre, tras la presión de la Unión Africana, la CEDEAO y el ejército, la junta militar dimitió y Kafando fue reinstalado en el poder. Tras las elecciones generales celebradas el 29 de noviembre de 2015, Roch Marc Christian Kaboré tomó posesión de la presidencia.
Los militares que iniciaron el Golpe de Estado en Burkina Faso confirmaron el lunes (24 de enero de 2022) en la televisión estatal la toma del poder y anunciaron la disolución del Gobierno, el Parlamento y la Constitución. En el mensaje, los soldados golpistas también anunciaron el cierre de las fronteras y prometieron un «retorno al orden constitucional» en un plazo «razonable».

## Nombre
Antiguamente llamado República del Alto Volta, el país fue renombrado el 4 de agosto de 1984 por el presidente Thomas Sankara, quien consideraba el nombre de Alto Volta como un legado del colonialismo francés, ajeno a la Historia y la realidad nacional del pueblo voltaico/burkinés.
Burkina Faso quiere decir 'patria de hombres íntegros (incorruptibles)'.

## Historia

### Prehistoria
Al igual que toda la región oeste de África, Burkina Faso fue poblada en épocas tempranas, cazadores-recolectores se establecieron en la parte noroeste del territorio unos 12 000 a 5000 años a. C., herramientas (raspadores, punzones y puntas de flechas) de estos grupos fueron descubiertas en 1973.
Existen registros de asentamientos de agricultores producidos entre el 3600 y 2600 a. C., las trazas de las estructuras encontradas dan la impresión de edificios relativamente permanentes.
El estudio de restos de tumbas descubiertas indica que el uso del hierro, cerámicas y piedras pulidas se desarrolló entre los años 1500 y 1000 a. C., como también la preocupación sobre temas espirituales.
Se han encontrado reliquias de los dogones en las zonas central-norte, norte y noroeste. Pero este pueblo abandonó la región hacia el 1500 a. C., para asentarse en los acantilados de Bandiagara.

### Período precolonial
En el suroeste de Burkina Faso (como también en Costa de Marfil), se encuentran restos de paredes elevadas, pero aún no ha sido identificado el pueblo que las construyó.

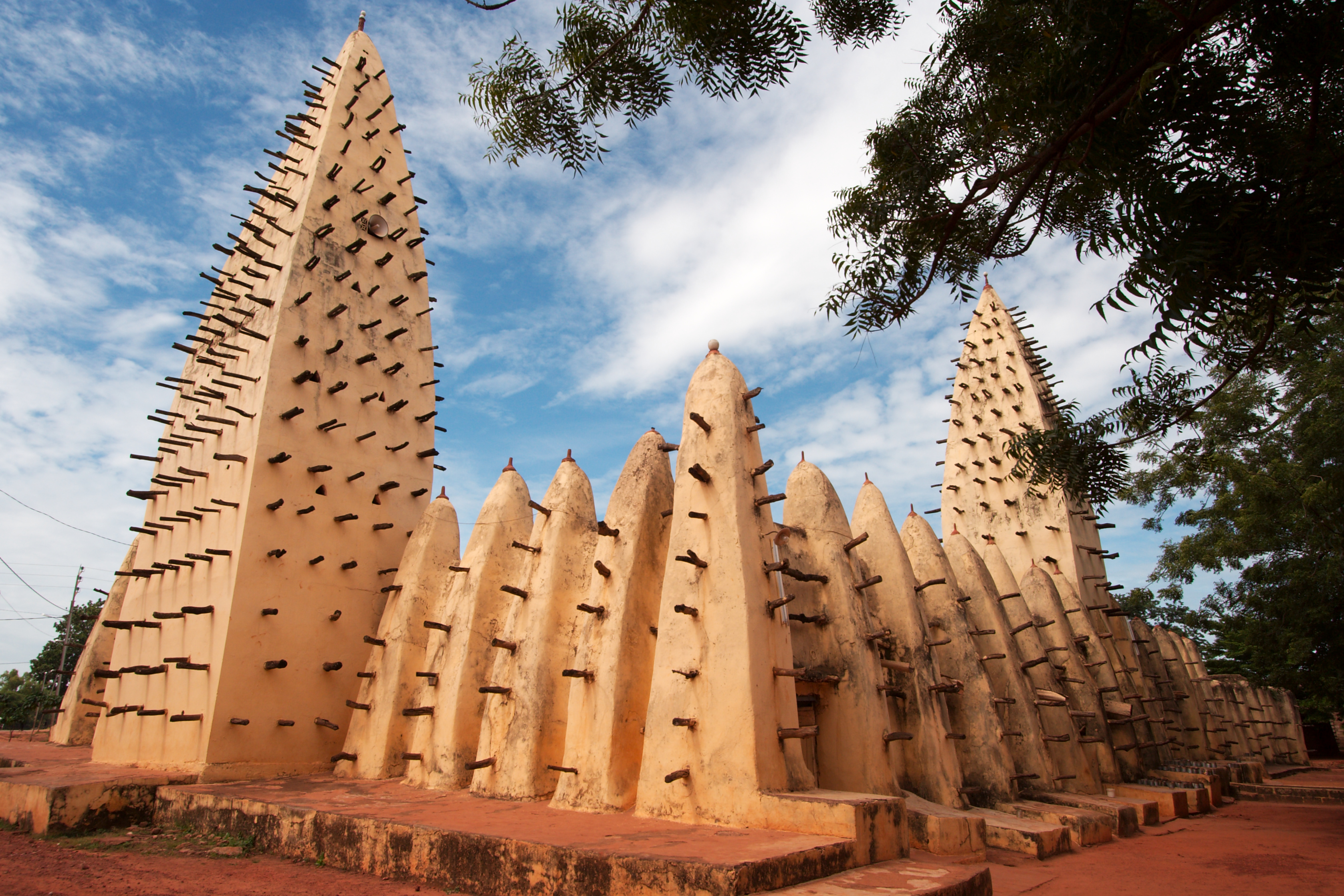
Gran mezquita de Bobo-Dioulasso terminada en 1832

Durante el Imperio songhai entre los siglos XV y XVI, la región ocupada por Burkina Faso alcanzó relevancia como centro de desarrollo comercial y económico.

### Época colonial e independencia
Tras una década de intensa competencia y rivalidad entre los británicos y franceses, abundante en expediciones de exploradores militares y civiles que buscaban firmar tratados, en 1896, el reino Mossi de Uagadugú fue vencido por las fuerzas coloniales francesas y se convirtió en un protectorado francés.
En la zona oeste la lucha contra las fuerzas del poderoso rey Samori Ture complicaba la situación, y la zona este pudo ser ocupada por los franceses en 1897 luego de varias campañas militares. Para 1898, la mayoría del territorio hoy correspondiente a Burkina Faso había sido conquistado aunque sea en forma nominal, y era precario el control de varias regiones.

La convención firmada entre Francia y Reino Unido el 14 de junio de 1898 permitió finalizar la disputa entre las dos potencias coloniales y trazar las fronteras entre sus territorios.

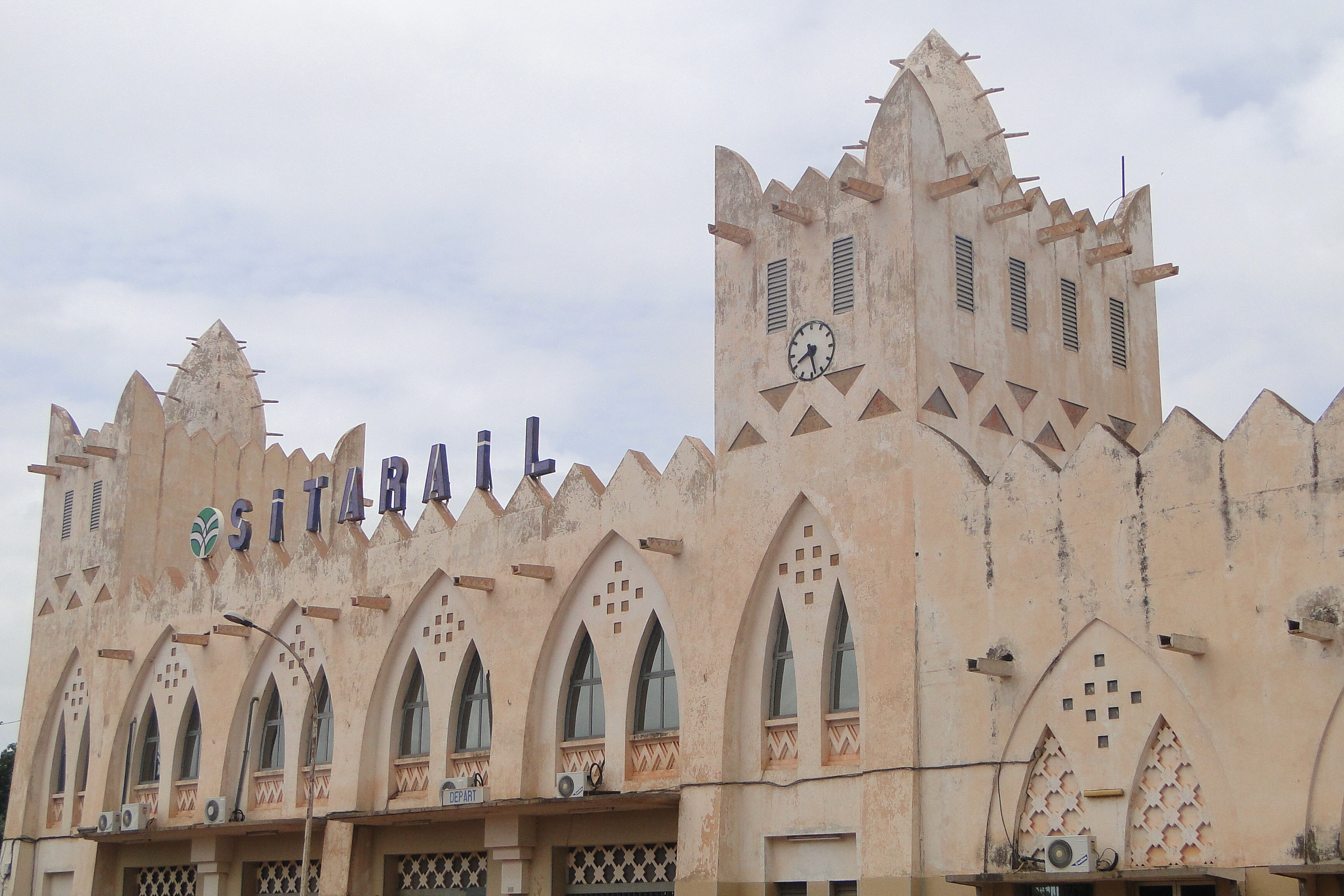
Estación de tren construida durante la época colonial

Los franceses continuaron por cinco años una guerra de conquista contra las comunidades locales. En 1904 se produce una gran reorganización del imperio colonial francés en el oeste de África, y los territorios de la cuenca del Volta en la colonia de Alto Senegal y Níger (en francés: Haut-Sénégal et Niger) de África Occidental Francesa. La capital de la colonia era Bamako.

### Independencia
El 11 de diciembre de 1958, logra el autogobierno, y se convierte en una república y miembro de la comunidad franco-africana (La Communauté Franco-Africaine). Logra conseguir su independencia total en 1960. Luego en 1966 se produce el primer golpe militar; y el poder civil retoma el gobierno en 1978.
En 1980 se produce un nuevo golpe militar liderado por Saye Zerbo, quien a su vez es derrocado en 1982. A esto sigue un alzamiento en 1983, que lleva al poder a Thomas Sankara, un carismático capitán. En 1984 el Gobierno revolucionario cambió no solo el nombre del país a Burkina Faso, sino que modificó la bandera, el escudo y el himno nacional.
Sankara, bautizado como «El Che Guevara de África», lideró un gobierno revolucionario que inició grandes transformaciones políticas y sociales destinadas a mejorar la calidad de vida de los burkineses, acabar con la corrupción y los gastos superfluos en la administración pública y acabar con la dependencia que aún mantenía el país respecto de su antigua metrópoli. 
Bajo su gobierno Burkina Faso consiguió mejorar el rendimiento agrícola hasta alcanzar la autosuficiencia alimentaria y se repartieron tierras a los campesinos pobres, se llevaron a cabo intensas campañas de vacunación con ayuda de médicos cubanos, se construyeron equipamientos básicos de salud y escuelas en áreas rurales y se luchó contra el avance del desierto con la plantación de miles de nuevos árboles en la zona fronteriza con el Sahel. Buena parte de los fondos para sufragar los gastos de estas iniciativas partieron de los recortes efectuados en los sueldos de los altos cargos y miembros del Gobierno (incluido el del propio Sankara), una implacable campaña contra la corrupción y la venta de los coches oficiales (sustituidos por Renault 5 o el avión presidencial). Además, fue el primer político africano que contó en su Gobierno con mujeres como ministras.
En política exterior, su apoyo a los gobiernos revolucionarios de Cuba, Nicaragua, Mozambique o Granada, su denuncia del neocolonialismo y la política de apartheid del Gobierno racista sudafricano y la necesidad de abrir un frente común panafricano contra la deuda le reportó numerosos apoyos entre la juventud africana, pero al mismo tiempo enemigos muy poderosos. Sus críticas a Muamar el Gadafi, antiguo aliado, a causa de la guerra entre Libia y Chad hizo que dejara de ser apoyado por este. Asimismo, el presidente francés François Mitterrand y el marfileño Félix Houphouët-Boigny también se convirtieron en enemigos de Sankara, al ver en este un carismático rival, cuando menos ideológico, y con especial ascendente entre las masas populares africanas, del dominio informal de Francia sobre sus antiguas colonias (la llamada «Françafrique»).
Aunque la revolución había dado lugar a muchos avances, elogiados incluso a nivel de organismos internacionales, el descontento en ciertos sectores de la burguesía y los profesionales hizo que en 1987 Thomas Sankara se planteara llevar a cabo una política de rectificación dirigida a combatir los excesos, especialmente de los Comités de Defensa de la Revolución (órganos de vigilancia). Sin embargo no tuvo tiempo de poner en marcha sus planes, ya que su amigo y compañero de armas Blaise Compaoré tomó el poder luego de un golpe de Estado en el cual fue asesinado Sankara junto a varios de sus colaboradores y enterrado clandestinamente en el cementerio de Dagnoen, a las afueras de Uagadugú.
Se han apuntado varias hipótesis sobre las implicaciones exteriores del golpe que depuso a Thomas Sankara. En unos casos se apunta a los gobiernos francés y marfileño, quienes usaron a Compaoré como brazo ejecutor para hacer que Burkina Faso volviera al redil de la «Françafrique». En otros, como se refleja en la novela «El caso Sankara» del español Antonio Lozano, el golpe estuvo motivado por la negativa del presidente burkinés a ceder el territorio de su país como base para la guerrilla de Charles Taylor en sus operaciones contra el gobierno de Liberia. La llegada al poder de Compaoré facilitó, a cambio de cuantiosos sobornos, las operaciones de Taylor en Liberia, así como las del RUF en la guerra civil de Sierra Leona.

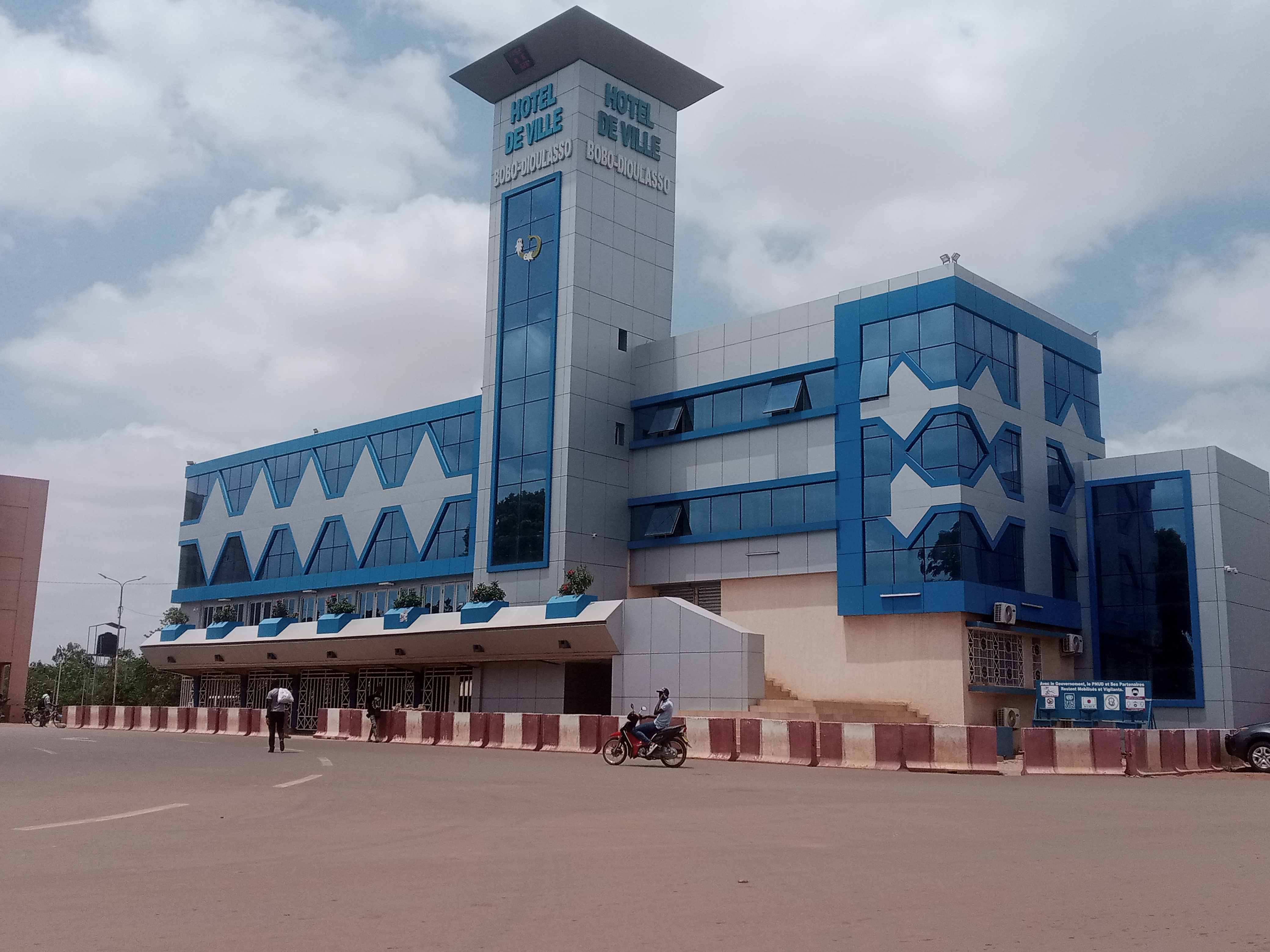
Sede del ayuntamiento o Alcaldía de Bobo-Dioulasso rehabilitada en 2020

Compaoré se mantuvo en el poder durante casi tres décadas, revirtiendo buena parte de las medidas puestas en marcha por Sankara, aceptando los planes de ajuste de las instituciones financieras internacionales que el anterior se había negado a asumir y desatando una fuerte represión contra los movimientos opositores. Fue depuesto a causa de un nuevo golpe de Estado el 30 de octubre de 2014, y fue sustituido por el teniente coronel Yacouba Isaac Zida en un gobierno militar de transición.
En 2015 tras realizarse elecciones generales salió como presidente del gobierno Roch Marc Christian Kaboré con más de la mitad de los votos. Sin embargo en enero de 2022 el gobierno de Kaboré fue derrocado tras un golpe de Estado instalándose así un gobierno militar encabezado por Paul Henri Sandaogo Damiba. 
El 30 de septiembre de 2022, más ocho meses después, se producían tiroteos de madrugada en Uagadugú. Pasadas unas horas se veía a militares burkineses cubiertos con pasamontañas cortando las arterias principales de la ciudad. De hecho llegaba información de que Damiba había sido prisionero, aunque poco después se negaba tales afirmaciones. Finalmente el capitán Ibrahim Traoré daba un mensaje dirigido a la nación en la televisión estatal, anunciando la disolución de la Constitución y del Gobierno, además del cierre de las fronteras del país.
En la actualidad, el ejército del país lucha por reconquistar territorios que se encuentran en manos de los yihadistas (sobre el 40% del territorio nacional), principalmente en el norte, cerca de las fronteras con Níger y Chad. El terrorismo yihadista ha producido más de 2 millones de desplazados internos en el país.

## Gobierno y política

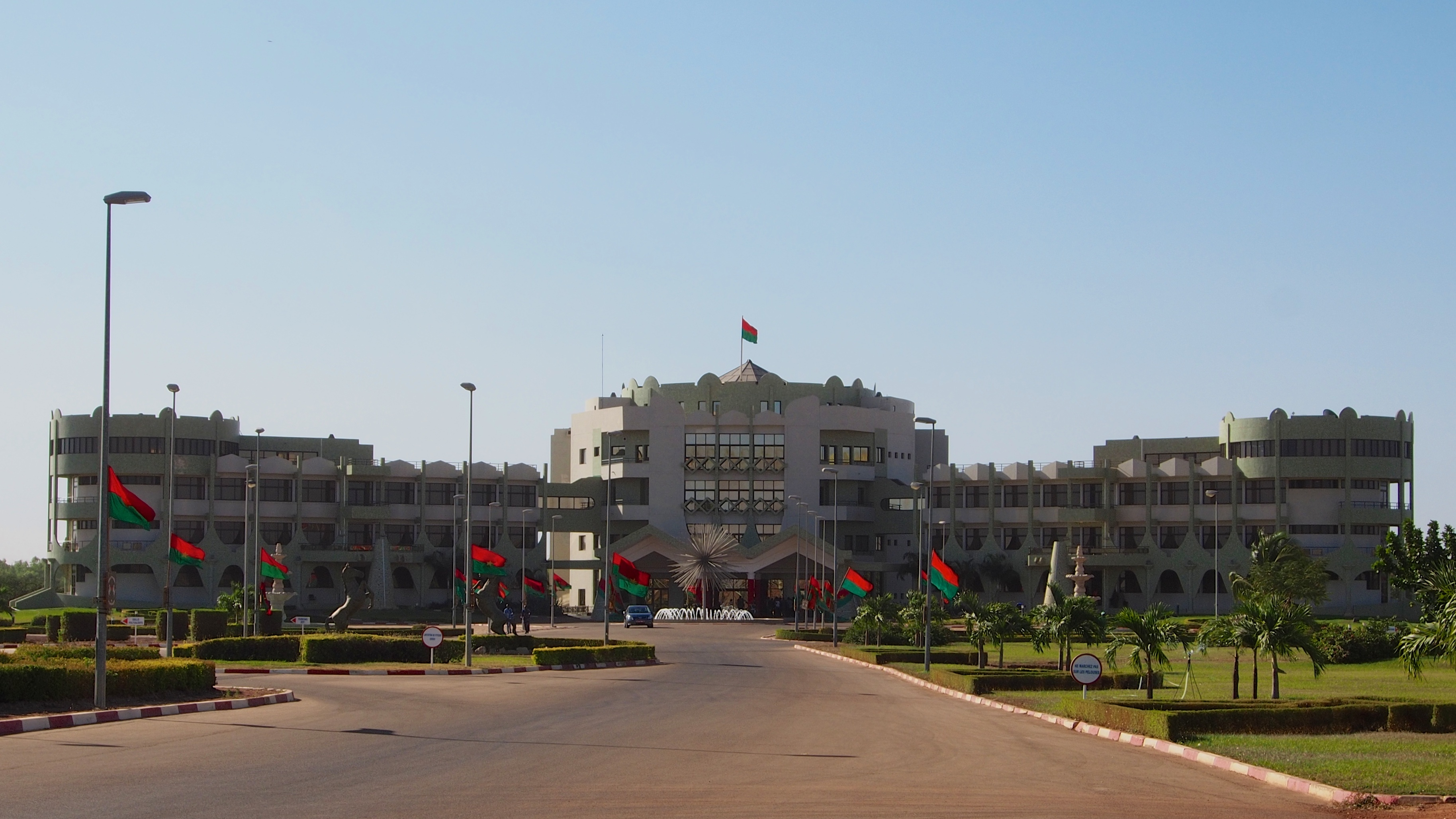
El Palais de Kosyam o Palacio de Kosyam es la residencia oficial del presidente de Burkina Faso, terminado en 2006 tuvo un costo de 15 millones de Euros.

La constitución de 1991 estableció un sistema de gobierno semipresidencial con un parlamento (Assemblée) el cual puede ser disuelto por el presidente de la República. En el año 2000 se modificó la constitución acortándose la duración del período presidencial de 7 a 5 años, lo que se puso en efecto a partir de las elecciones de 2005.
El parlamento consiste en una cámara conocida como la Asamblea Nacional (Assemblée Nationale) conformada por 111 escaños, y cuyos miembros ejercen por periodos de cinco años. Antes de la reforma constitucional de 2002, el parlamento era bicameral, existiendo una cámara baja, conformada por la Asamblea, y una cámara alta, la Cámara de los Representantes (Chambre des Représentants), que fue abolida. Existe también una Cámara constitucional, compuesta por diez miembros, y un Consejo económico y social, siendo ambos órganos de carácter puramente consultivo.
Democracia multipartidaria desde 1991 hasta 2014 el presidente fue Blaise Compaoré, que había dado un golpe de Estado en 1987 y que obtuvo el 91 % de los votos en 1997. Los líderes de la oposición fueron condenados al exilio (2004).

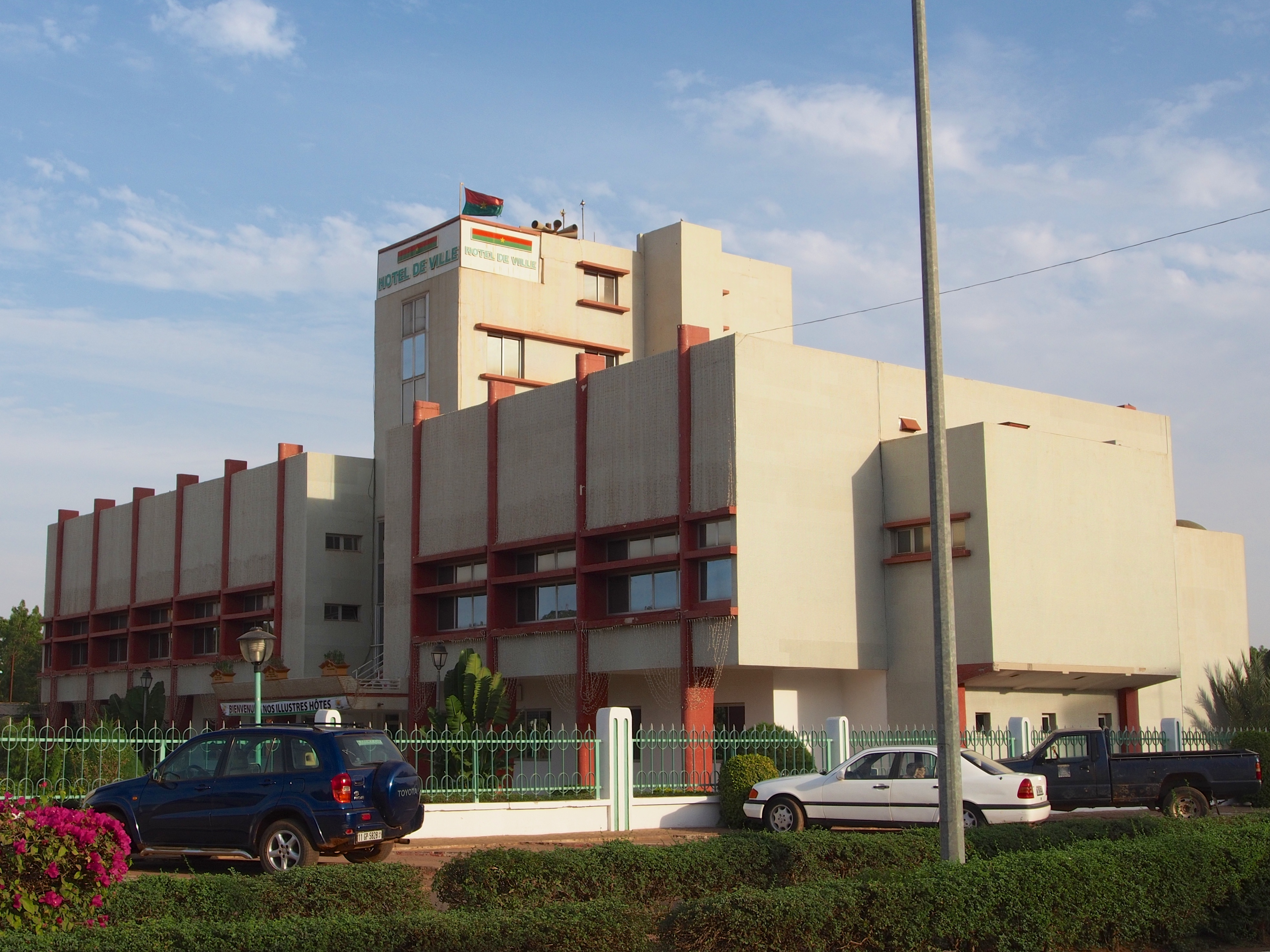
Sede del Ayuntamiento o Alcaldía de Uagadugú

Desde el 30 de octubre de 2014 hasta el 29 de noviembre de 2015, el país estuvo inmerso en un proceso de transición liderado por un gobierno provisional de carácter militar surgido de un golpe de Estado que se consumó tras días de levantamientos y revueltas. Compaoré fue depuesto por la fuerza, y la jefatura de Estado fue asumida por Yacouba Isaac Zida, quien se ha comprometido a iniciar un proceso constituyente que derive en el restablecimiento del orden en un plazo de, como máximo, doce meses naturales.
El 29 de noviembre de 2015 se realizaron elecciones generales, en las que resultó ganador Roch Marc Christian Kaboré con el 53,5 % de los votos. Finalmente, juró como presidente el 29 de diciembre de 2015. Este fue derrocado en un golpe de Estado en enero de 2022, tras el cual se instaló un gobierno militar encabezado por Paul Henri Sandaogo Damiba. No obstante en septiembre de ese mismo año Ibrahim Traoré, capitán del ejército de Burkina Faso, aparecía en la televisión nacional anunciando la suspensión de la constitución, la disolución del gobierno y la destitución de Paul Henri Sandaogo Damiba del cargo de presidente.

### Terrorismo y guerrillas
Solo en 2020 hubo 1215 incidentes no solo protagonizados por yihadistas, también son frecuentes los enfrentamientos entre distintas etnias y los ocasionados por la fuerte sequía que padece el Sahel, según Laurent Saugy, delegado de la Cruz Roja en el país.
El 26 de abril de 2021, David Beriáin y Roberto Fraile, dos periodistas españoles, fueron asesinados, junto a Rory Young, un trabajador irlandés de una ONG ecologista, por un «grupo armado».

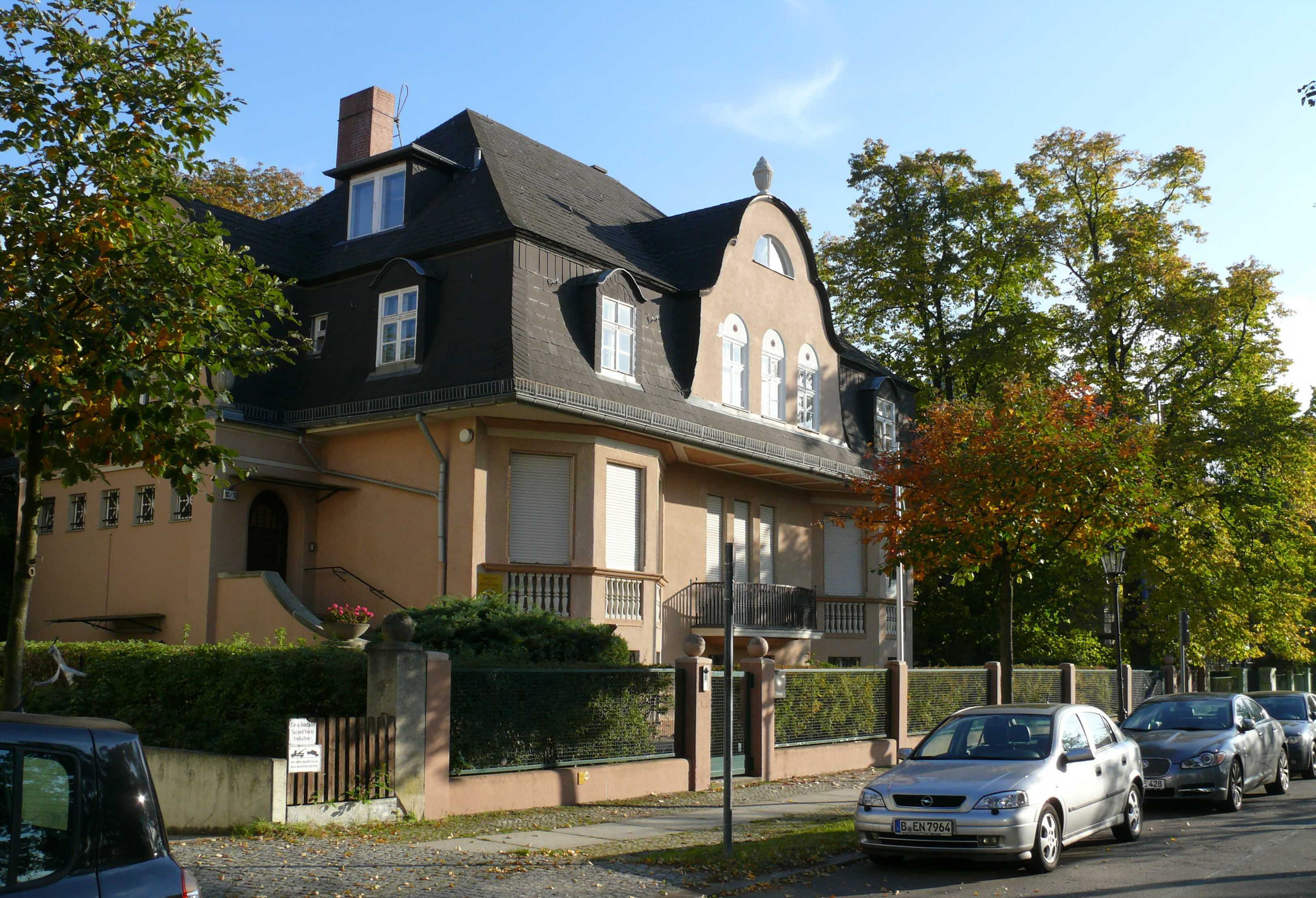
Embajada de Burkina Faso en Berlín, Alemania

### Política Exterior
En política exterior, las relaciones con la antigua potencia colonial Francia son históricamente muy importantes y a veces con momentos de tensión, sobre todo desde el conflicto de Costa de Marfil, pero la Libia de Muamar el Gadafi también fue un socio importante para la diplomacia burkinesa. El país también mantiene buenas relaciones con la República de China o Taiwán. Alemania ha estado tradicionalmente muy implicada en la cooperación al desarrollo. 
Existen numerosos contactos y colaboraciones a nivel de organizaciones no gubernamentales (ONG) entre asociaciones o municipios alemanes y lugares de Burkina Faso. La Sociedad de Amistad Germano-Burkinabé es la red de estas asociaciones en Alemania desde 1990. En los últimos años, Burkina Faso ha realizado intensos esfuerzos para ser reconocido a nivel internacional y se ofrece cada vez más como sede de grandes acontecimientos, como la Cumbre de la Francofonía de 2004 y las reuniones de la Unión Africana. La capital, Uagadugú, está considerada desde hace años como un centro internacional seguro y estable de África Occidental.
El 16 de octubre de 2007, Burkina Faso fue elegida miembro no permanente del Consejo de Seguridad de la ONU para el periodo 2008-2009 en la 62.ª Asamblea General de las Naciones Unidas.
Burkina Faso mantiene buenas relaciones con la Unión Europea, países africanos y algunos asiáticos. Francia, la antigua potencia colonial, en particular, sigue proporcionando una ayuda significativa y apoya el papel en desarrollo de la región como potencia regional.

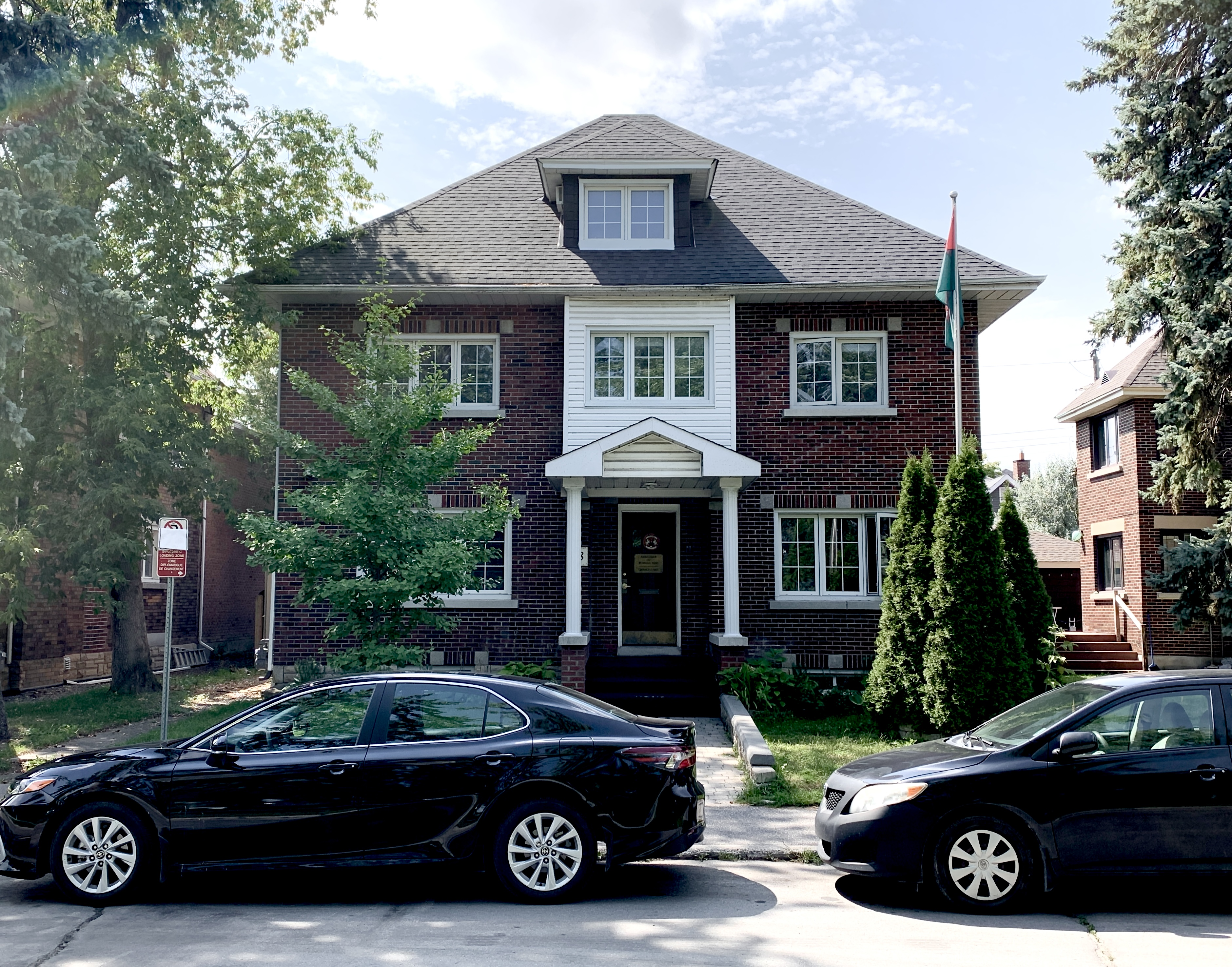
Embajada de Burkina Faso en Canadá

Según el Departamento de Estado de Estados Unidos, «las relaciones de Estados Unidos con Burkina Faso son buenas, pero han estado sujetas a tensiones en el pasado debido a la participación del gobierno de Compaoré en el comercio de armas y otras actividades que infringen las sanciones». Burkina Faso cortó sus lazos diplomáticos con Taiwán en mayo de 2018 (siendo el Estado más poblado en hacerlo en el siglo XXI) y el Ministerio de Asuntos Exteriores de China declaró que aprobaba su decisión.
Las relaciones de Burkina Faso con sus vecinos de África Occidental han mejorado en los últimos años. Las relaciones con Ghana, en particular, se han calentado. El presidente Compaoré ha mediado en una crisis política en Togo y ha ayudado a resolver el conflicto tuareg en Níger. Burkina mantiene relaciones cordiales con Libia, pero retiró a su embajador en 2017 por cuestiones relacionadas con el trato a los migrantes que intentan llegar a Europa y el resurgimiento de la trata de esclavos en ese país. Ghana y Nigeria mediaron en una disputa territorial con Malí, lo que ha llevado a una disminución de las tensiones entre ambas naciones.
Diecinueve provincias de Burkina Faso están unidas a zonas contiguas de Malí y Níger bajo la Autoridad Liptako-Gourma, una organización económica regional.
Burkina Faso también es miembro de la Corte Penal Internacional, con un acuerdo bilateral de inmunidad de protección para los militares de Estados Unidos (según lo dispuesto en el artículo 98).

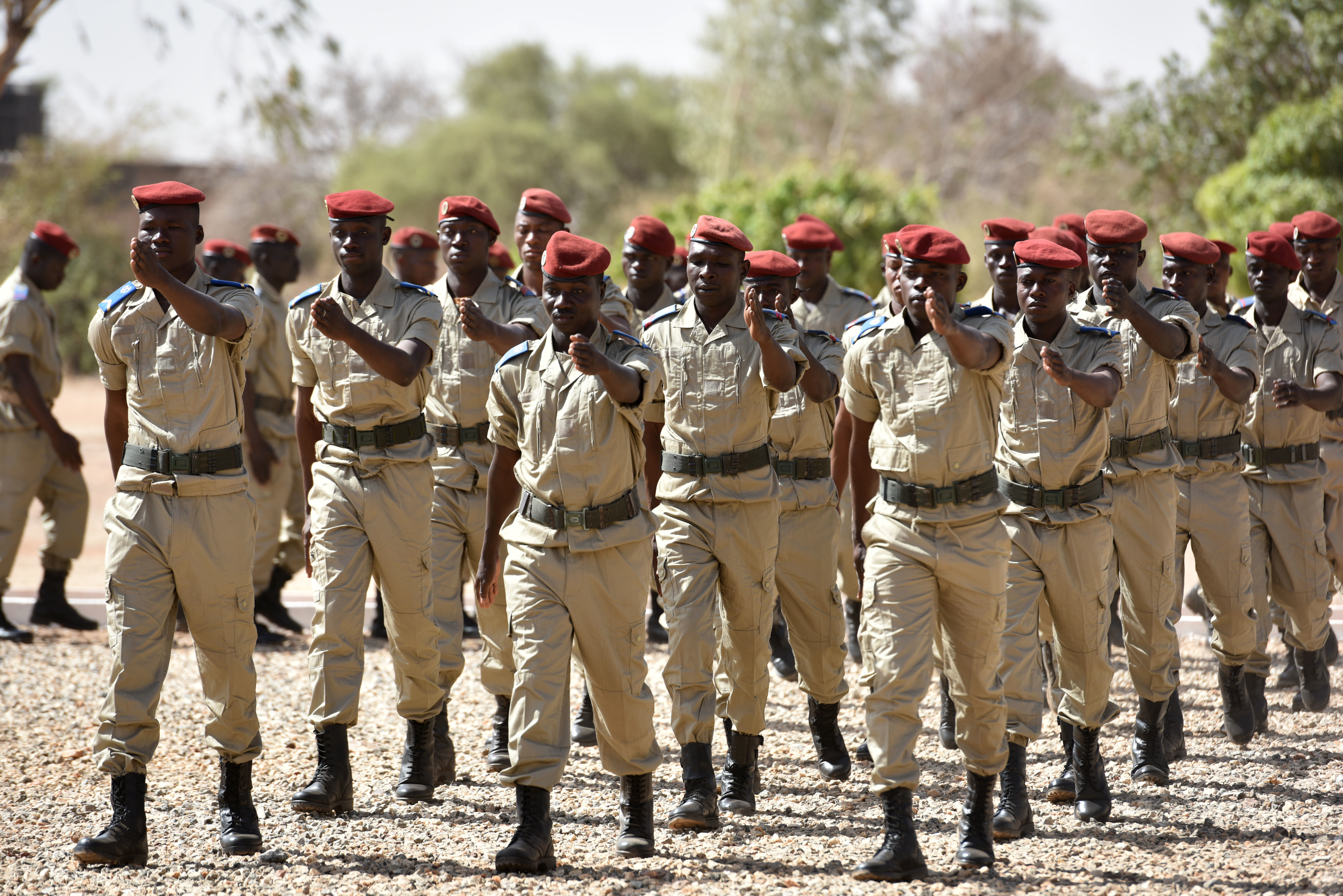
Militares de Burkina Faso durante un desfile

### Defensa
El ejército (Forces armées nationales) (FAN) se fundó en 1960 y cuenta con 10.800 hombres. En 1961, el mando pasó de los franceses a las autoridades del Alto Volta. Posteriormente, los militares tomaron el poder varias veces en golpes de Estado. En la década de 1980, estalló una guerra con Malí por el control de la Franja de Agacher.
Las relaciones con la vecina Costa de Marfil, donde viven varios millones de personas de origen burkinés, han sido muy tensas debido a la guerra civil que asolo ese país. Abiyán acusó a Burkina Faso de apoyar a los rebeldes del norte del país. Varios cientos de miles de refugiados han huido en los últimos años a Burkina Faso huyendo de la violencia contra los inmigrantes de los países del Sahel. No se descarta la intervención del ejército de Burkina Faso.

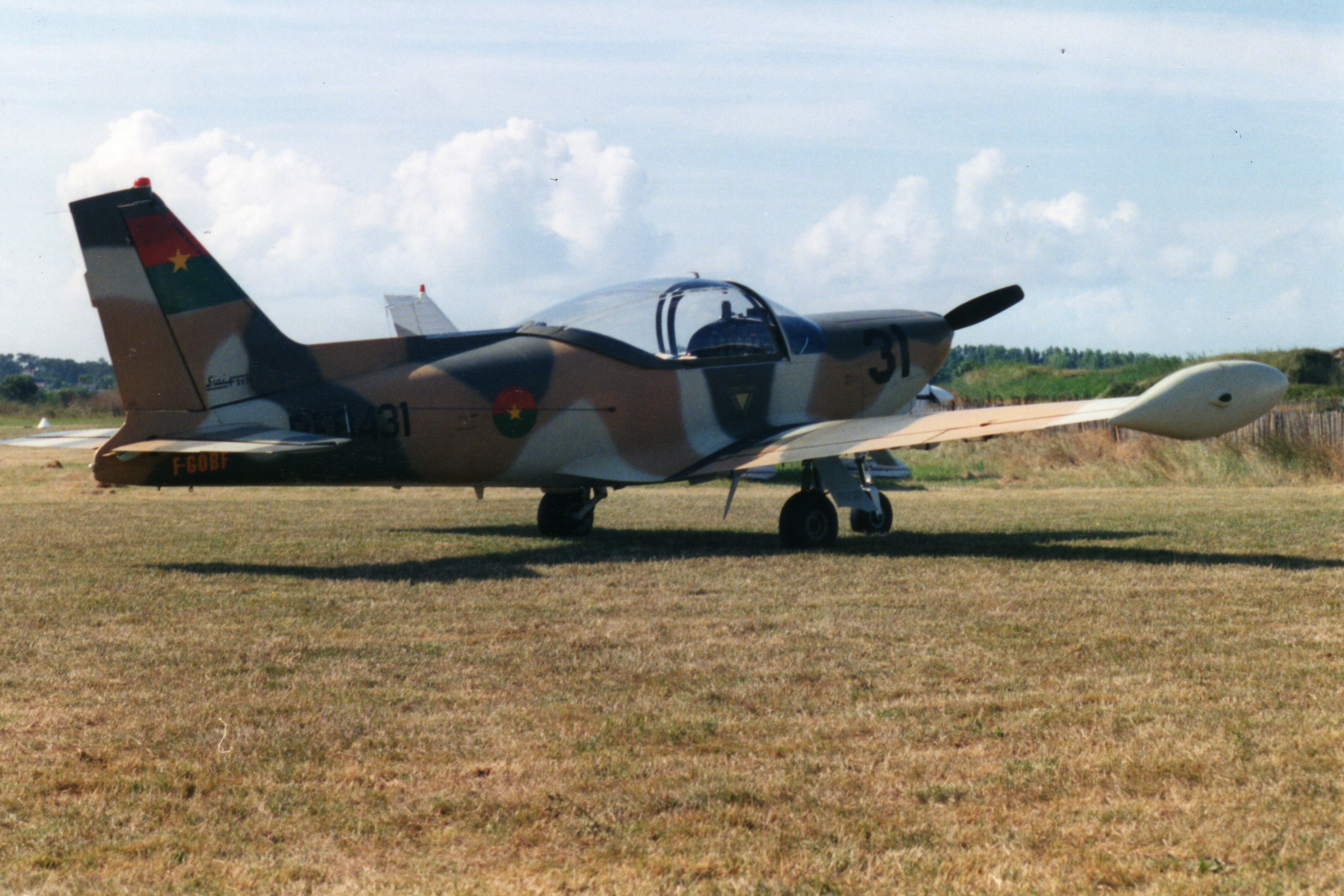
Un avión de la Fuerza Aérea de Burkina Faso (Force aérienne du Burkina Faso)

Tras un intento de golpe de Estado desde las filas del ejército, el ministro de Defensa, Kouamé Lougé, fue destituido en 2004.
A finales del año 2006/2007, se produjeron tiroteos en Uagadugú entre soldados descontentos y fuerzas policiales, con el resultado de varios muertos y civiles heridos en ambos bandos. Cientos de soldados recorrieron la ciudad por la noche, disparando y permitiendo la fuga de unos 600 reclusos de la prisión principal. El resentimiento de los soldados se debía, en parte, a la sensación de estar en desventaja frente a la policía, cada vez mejor dotada, debido a su peor equipamiento y a sus salarios más bajos.
Burkina Faso participa en varias misiones de mantenimiento de la paz de la ONU.

### Derechos humanos
En materia de derechos humanos, respecto a la pertenencia a los siete organismos de la Carta Internacional de Derechos Humanos, que incluyen al Comité de Derechos Humanos (HRC), Burkina Faso ha firmado o ratificado:
| Burkina Faso | Tratados internacionales | Tratados internacionales | Tratados internacionales | Tratados internacionales | Tratados internacionales  | Tratados internacionales | Tratados internacionales | Tratados internacionales | Tratados internacionales    | Tratados internacionales | Tratados internacionales | Tratados internacionales | Tratados internacionales    | Tratados internacionales    | Tratados internacionales | Tratados internacionales    | Tratados internacionales    | Tratados internacionales    |
| --- | --- | ------------------------ | --- | --- | ------------------------- | --- | ------------------------ | --- | --------------------------- | --- | ------------------------ | ------------------------ | --------------------------- | --------------------------- | ------------------------ | --------------------------- | --------------------------- | --------------------------- |
| Burkina Faso | CESCR | CESCR                    | CCPR | CCPR | CCPR                      | CERD | CED                      | CEDAW | CEDAW                       | CAT | CAT                      | CRC                      | CRC                         | CRC                         | CRC                      | MWC                         | CRPD                        | CRPD                        |
| Burkina Faso | CESCR | CESCR-OP                 | CCPR | CCPR-OP1 | CCPR-OP2-DP               | CERD | CED                      | CEDAW | CEDAW-OP                    | CAT | CAT-OP                   | CRC                      | CRC-OP-AC                   | CRC-OP-SC                   | CRC-OP-CP                | MWC                         | CRPD                        | CRPD-OP                     |
| Pertenencia | Burkina Faso ha reconocido la competencia de recibir y procesar comunicaciones individuales por parte de los órganos competentes. | Sin información.         | Burkina Faso ha reconocido la competencia de recibir y procesar comunicaciones individuales por parte de los órganos competentes. | Burkina Faso ha reconocido la competencia de recibir y procesar comunicaciones individuales por parte de los órganos competentes. | Ni firmado ni ratificado. | Burkina Faso ha reconocido la competencia de recibir y procesar comunicaciones individuales por parte de los órganos competentes. | Sin información.         | Burkina Faso ha reconocido la competencia de recibir y procesar comunicaciones individuales por parte de los órganos competentes. | Firmado pero no ratificado. | Burkina Faso ha reconocido la competencia de recibir y procesar comunicaciones individuales por parte de los órganos competentes. | Sin información.         | Firmado y ratificado.    | Firmado pero no ratificado. | Firmado pero no ratificado. | Sin información.         | Firmado pero no ratificado. | Firmado pero no ratificado. | Firmado pero no ratificado. |
| Firmado y ratificado, firmado, pero no ratificado, ni firmado ni ratificado, sin información, ha accedido a firmar y ratificar el órgano en cuestión, pero también reconoce la competencia de recibir y procesar comunicaciones individuales por parte de los órganos competentes. | |                          | | |                           | |                          | |                             | |                          |                          |                             |                             |                          |                             |                             |                             |

## Organización territorial
Burkina Faso está dividida en trece regiones, cuarenta y cinco provincias y 301 departamentos. Las regiones y su respectiva capital entre paréntesis son:
- Boucle du Mouhoun (Dédougou) (Meandro del Volta Negro)
- Cascades (Banfora) (Cascadas)
- Centro (Uagadugú)
- Centro-Este (Tenkodogo)
- Centro-Norte (Kaya)
- Centro-Oeste (Koudougou)
- Centro-Sur (Manga)
- Este (Fada N'gourma)
- Hauts-Bassins (Bobo-Dioulasso) (Cuencas Altas)
- Norte (Ouahigouya)
- Plateau-Central (Ziniaré) (Meseta Central)
- Sahel (Dori)
- Suroeste (Gaoua)

## Geografía

Mapa de Burkina Faso.

Burkina Faso es el 61.º país más poblado y el 73.º más grande del mundo, con una población cercana a los 20 millones de personas y un área de 274 200 km². Para efectos comparativos, su número de habitantes es similar al de Chile y su superficie a la de Ecuador.
El país posee dos regiones principales:
- Una suavemente ondulada, en la que afloran unas pocas colinas aisladas, que son los últimos vestigios de un macizo precámbrico.

- Una compuesta por un macizo de arenisca, donde se encuentra el monte Ténakourou, que con 749 metros de altura es el más elevado del país. Lo rodean paredes de hasta 150 metros de altura.

La altitud media es de 400 metros y la diferencia entre el punto más elevado y el más bajo es inferior a 600 metros. En general, Burkina Faso es un país plano.

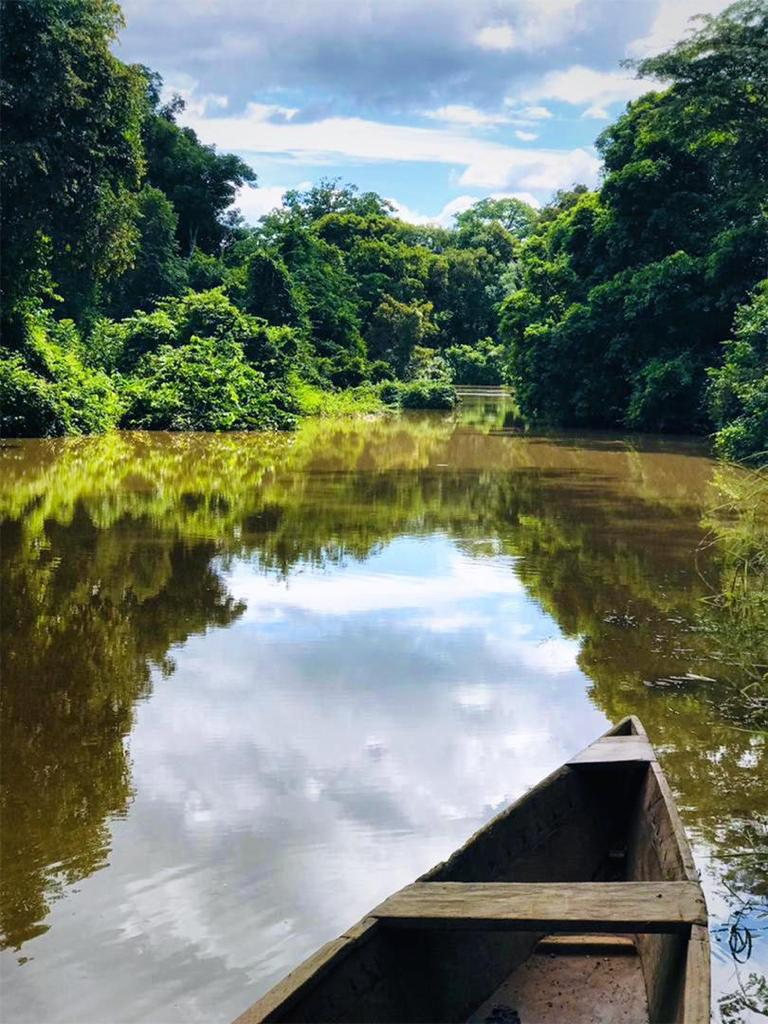
Río Comoé

### Hidrografía
Aunque Burkina Faso no es muy alto y recibe relativamente pocas precipitaciones, posee una red hidrográfica relativamente densa, sobre todo en su parte meridional. Hay tres cuencas fluviales principales: la del Volta, la de Comoé y la del Níger.
El país debe su antiguo nombre de Alto Volta a los tres ríos que lo atraviesan: el Mouhoun (antiguo Volta Negro), el Nakambé (Volta Blanco) y el Nazinon (Volta Rojo). El Mouhoun es el único río permanente del país, junto con el Comoé, que fluye hacia el suroeste.
El sistema hidrográfico de Burkina Faso está formado por los siguientes elementos:
La cuenca del Volta, la más extensa, se extiende por el centro y el oeste del país, con una superficie de 178.000 kilómetros cuadrados. Está formada por tres grandes subcuencas: la del Mouhoun, la del Nakambé y la del Nazinon. Las aguas de estas cuencas confluyen en el centro de Ghana, donde forman el lago Volta.
El Mouhoun (Volta Negro), único curso de agua permanente con una cuenca de 92.000 km², atraviesa el país a lo largo de unos 860 km, naciendo en las laderas septentrionales del macizo de arenisca del acantilado de Banfora, en una región donde las precipitaciones superan los 1000 mm anuales. Al principio fluye en dirección noreste, antes de curvarse bruscamente hacia el sur. En la confluencia con el Sourou, la cuenca del Mouhoun y sus principales afluentes (Plandi, Kou, Voun Hou) proporcionan un caudal medio de 25 m³/s. Sin embargo, este caudal es muy irregular.

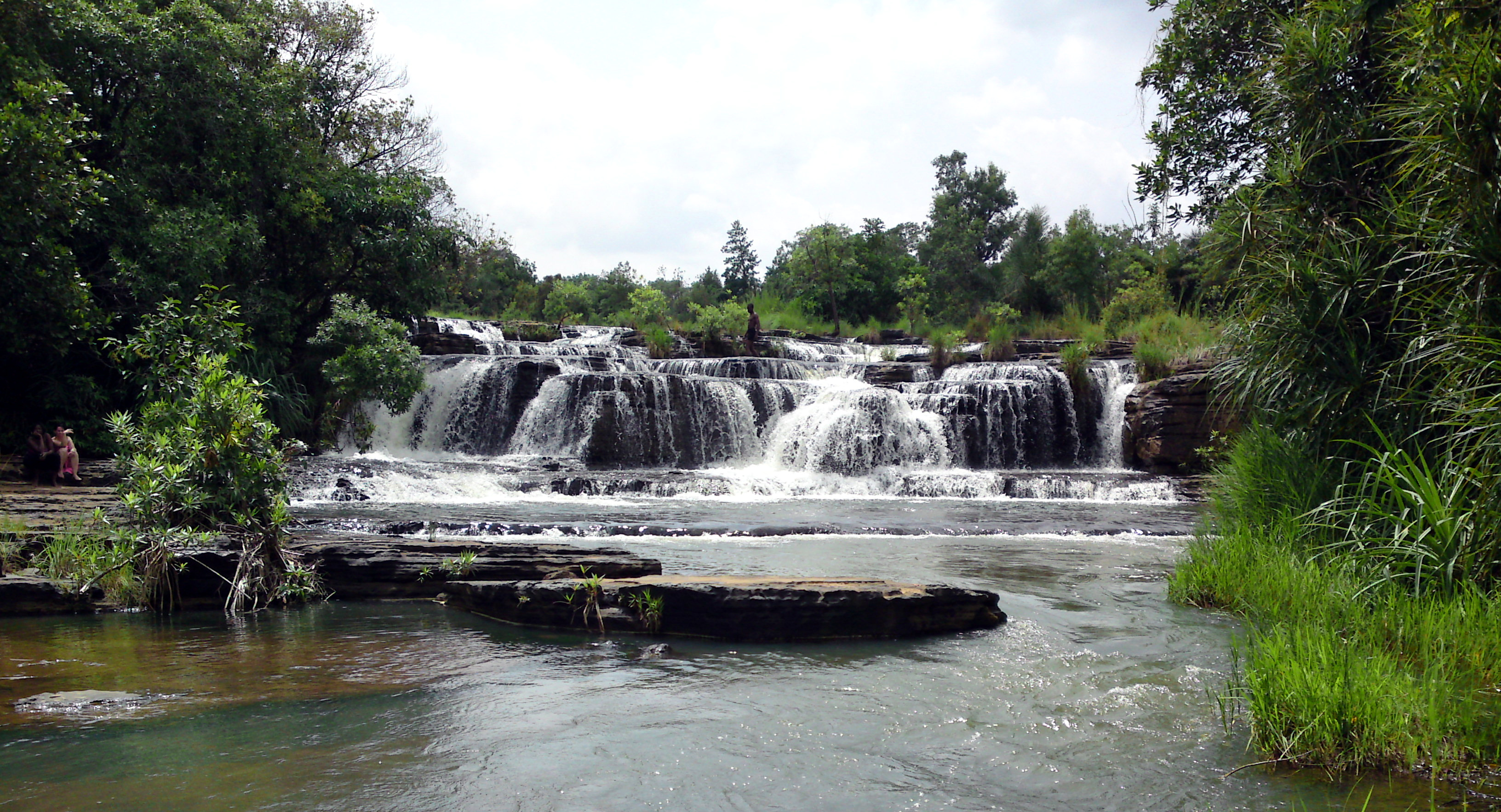
Cascadas de Karfiguela

El Nakambé (Volta Blanco) nace al este de Ouahigouya, en una región que recibe entre 500 y 600 mm de agua al año. Drena una cuenca hidrográfica de 50.000 km². Drena toda la parte central y septentrional de la meseta central y sólo fluye durante la estación lluviosa.
El Nazinon (Volta Rojo) y su principal afluente, el Sissili, drenan la parte suroccidental de la meseta central, con una cuenca de 20.000 km². Su régimen hidrológico es muy similar al del Nakambé.
El Pendjari forma la frontera sureste de Burkina Faso con Benín y tiene tres afluentes en su margen derecha (el Doudodo, el Singou y el Konpienga) con una cuenca total de 21.600 kilómetros cuadrados. Estos afluentes aportan menos del 30% del caudal medio del Pendjari, que a su vez se seca completamente cada dos años en abril en Porga (Benín).

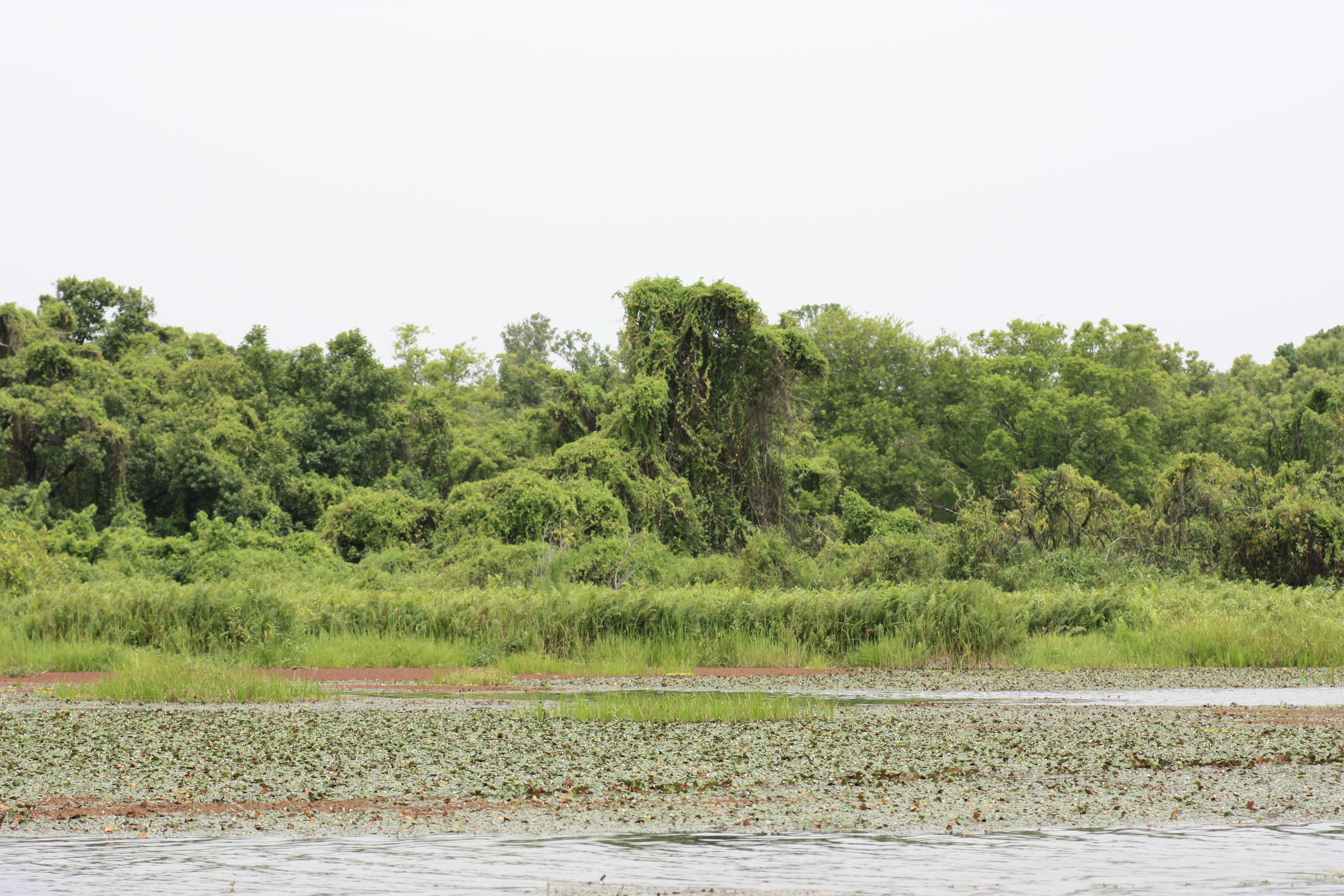
Mare aux Hippopotames, Burkina Faso

El Comoé, que drena el extremo suroeste del país en una cuenca de 18.000 km² e incluye numerosos afluentes, nace en los acantilados de Banfora, sobre todo en el pueblo de Takalédougou-Koko. Su curso, cortado por rápidos y cascadas, comunica con pozas permanentes situadas al pie de los acantilados de Banfora, como el lago Tengréla. Los caudales son permanentes.
La cuenca del Níger drena el noreste y el este del país. Su cuenca hidrográfica abarca 72.000 km². Los afluentes más septentrionales del Níger en Burkina Faso son en gran parte endorreicos (el Béli, el Gorouol, el Goudébo y el Dargol) y son responsables de importantes inundaciones. En cambio, los afluentes sudanosahelianos (el Faga, el Sirba, el Bonsoaga, el Diamangou y el Tapoa) tienen regímenes algo menos irregulares y contribuyen a la llamada crisis del Sudán del Níger, que se produce en septiembre. Estos ríos de curso lento suelen formar una cadena de charcas.
Todos los ríos de Burkina, excepto el Mouhoun y los del suroeste (cuenca del Comoé), son temporales: sólo fluyen de julio a octubre.

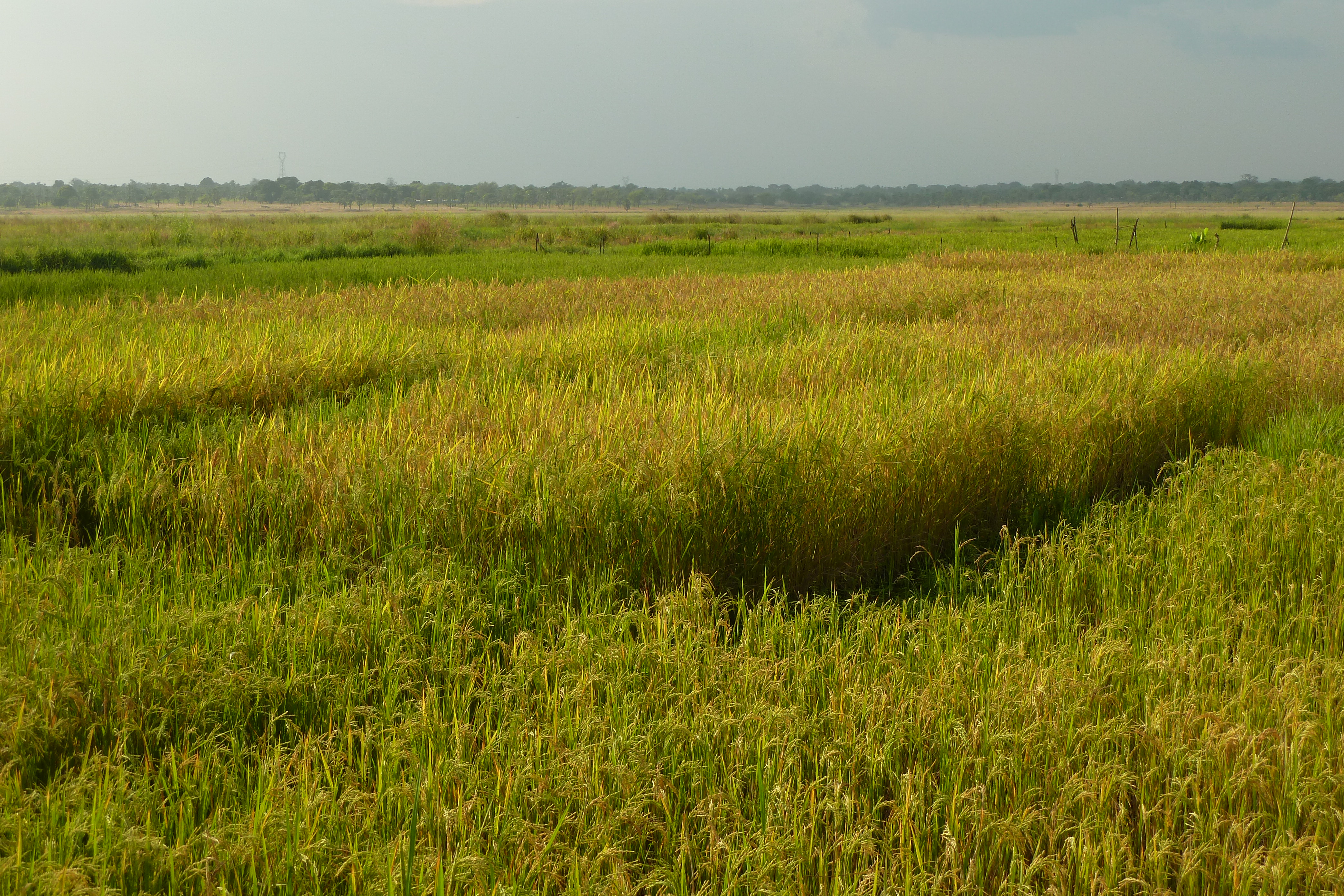
Paisaje Campestre en Banfora, Burkina Faso

Fuera de la red hidrográfica, existen cuencas cerradas que alimentan numerosos grandes estanques o lagos naturales, sin caudal permanente ni temporal, que ocupan zonas bajas o espacios interdunales: los lagos de Tingrela, Bam y Dem, y los estanques de Oursi, Béli, Yomboli y Markoye. Las observaciones realizadas en el estanque de Oursi y el lago de Bam sugieren que el fondo de estos lagos se está obstruyendo con depósitos de arcilla.
La falta de agua es a menudo un problema, sobre todo en el norte del país.

### Clima

Mapa de las zonas climáticas de Burkina Faso. En rojo, el clima desértico, en naranja estepario seco y en celeste el clima tropical.

Burkina Faso tiene un clima principalmente tropical con dos estaciones muy marcadas. En la estación lluviosa, el país recibe entre 600 y 900 mm de precipitaciones; en la seca, sopla el harmattan, un viento cálido y seco procedente del Sáhara. La estación lluviosa dura aproximadamente cuatro meses, de mayo/junio a septiembre, y es más corta en el norte del país. Se pueden definir tres zonas climáticas: el Sahel, el Sudán-Sahel y el Sudán-Guinea. El Sahel, en el norte, suele recibir menos de 600 mm (23,6 in) de precipitaciones al año y tiene temperaturas elevadas, de 5-47 °C (41-117 °F).

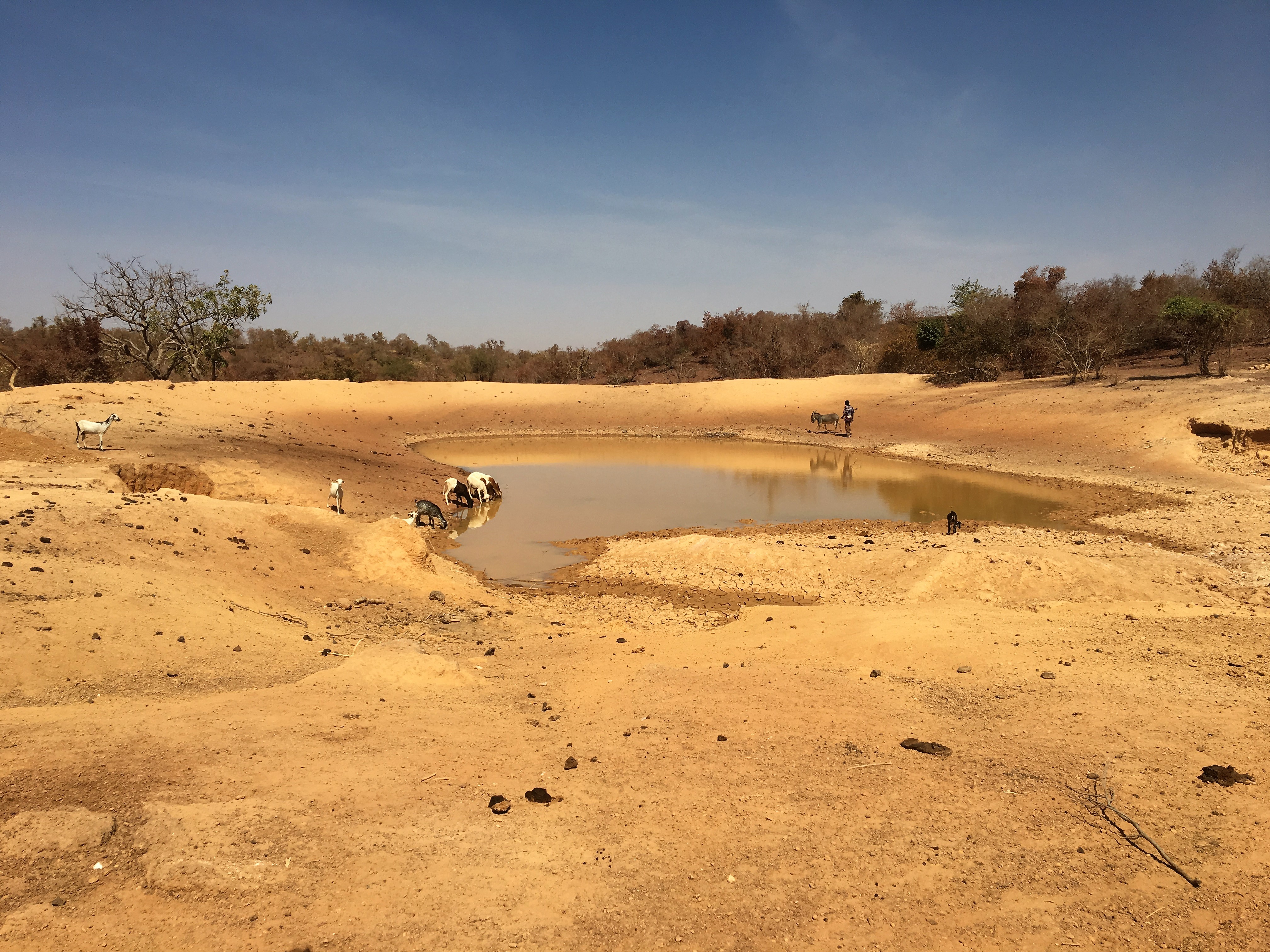
Paisaje desértico en la provincia de Bam al norte del país

El Sahel, una sabana tropical relativamente seca, se extiende más allá de las fronteras de Burkina Faso, desde el Cuerno de África hasta el océano Atlántico, y limita al norte con el Sáhara y al sur con la fértil región de Sudán. Situada entre los 11° 3′ y los 13° 5′ de latitud norte, la región de Sudán-Sahel es una zona de transición en cuanto a precipitaciones y temperatura. Más al sur, la zona de Sudán-Guinea recibe más de 900 mm de lluvia al año y tiene temperaturas medias más bajas.
Las causas geográficas y medioambientales también pueden contribuir en gran medida a la inseguridad alimentaria de Burkina Faso. Al estar situado el país en la región del Sahel, Burkina Faso experimenta algunas de las variaciones climáticas más radicales del mundo, que van desde graves inundaciones a sequías extremas. El impredecible choque climático al que a menudo se enfrentan los ciudadanos de Burkina Faso se traduce en fuertes dificultades para poder contar con medios agrícolas y acumular riqueza.

El clima de Burkina Faso también hace que sus cultivos sean vulnerables a los ataques de insectos, incluidos los ataques de langostas y grillos, que destruyen las cosechas y dificultan aún más la producción de alimentos. 

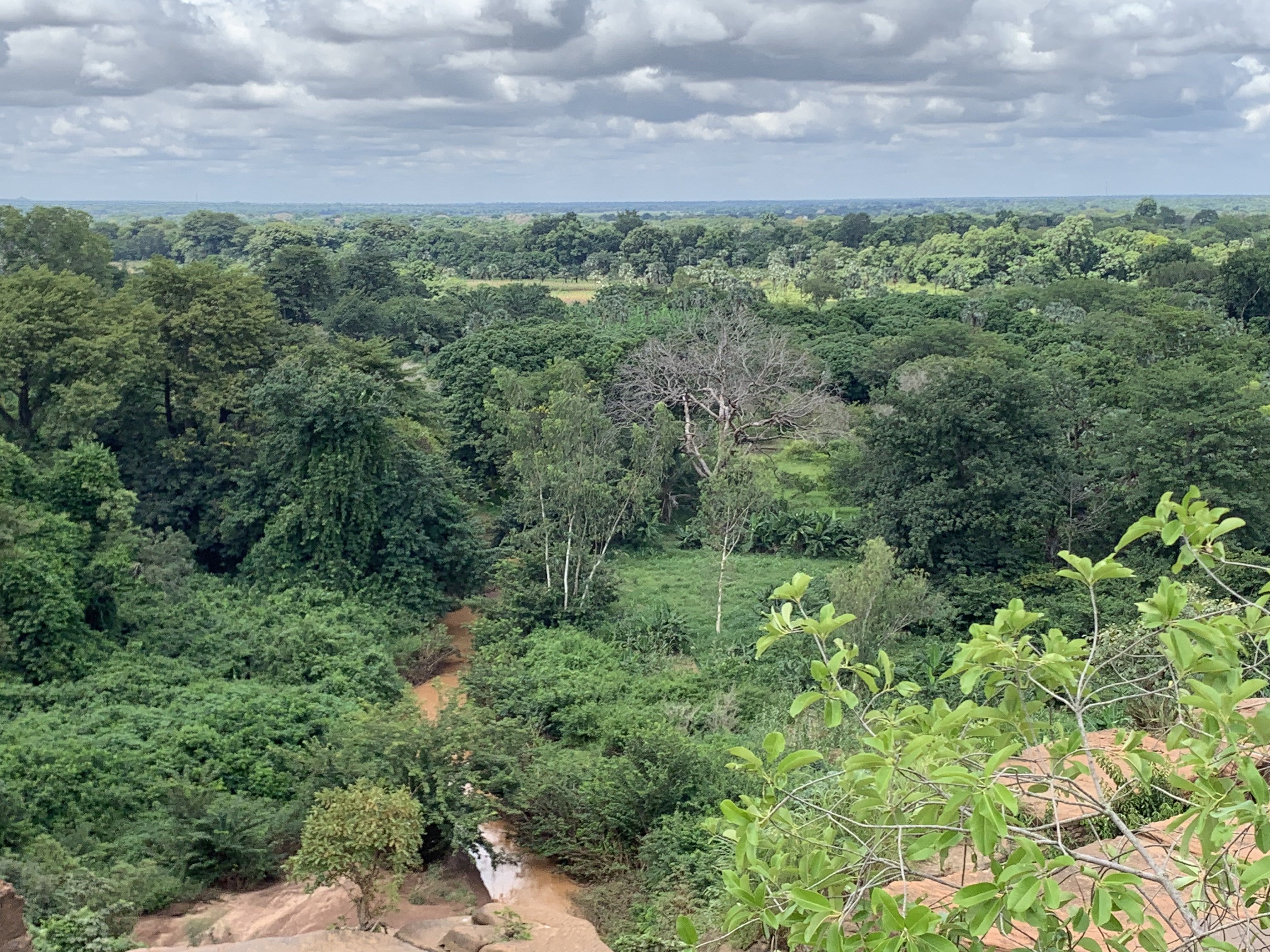
Bosques en la provincia de Comoé al suroeste de Burkina Faso

La mayor parte de la población de Burkina Faso no sólo depende de la agricultura como fuente de ingresos, sino que también depende del sector agrícola para obtener alimentos que alimenten directamente al hogar. Debido a la vulnerabilidad de la agricultura, cada vez más familias tienen que buscar otras fuentes de ingresos no agrícolas y a menudo tienen que viajar fuera de su zona regional para encontrar trabajo.

### Relieve
Alrededor de las tres cuartas partes del país se caracterizan por una zona irregular que pertenece a la sección central baja del Umbral de la Alta Guinea. Se trata de una meseta plana y ondulada con una altitud media de unos 250-350 metros sobre el nivel del mar, que forma parte de un basamento precámbrico de granito y gneis formado hace unos 2.000-2.000 millones de años. La meseta central (también conocida como meseta de los Mossi, en honor a sus habitantes) ocupa cerca del 32% (70.778 km²) de la superficie del país.
El paisaje de la meseta es predominantemente llano, con colinas, depresiones, montículos, inselbergs y rocas de granito que han resistido a la erosión. El suroeste de Burkina Faso se caracteriza por una meseta de arenisca, con el Tena Kourou, la montaña más alta del país, que alcanza los 749 m de altura. Este macizo, que adopta predominantemente la forma de un altiplano monótono, tiene una altura media de 450 a 500 metros y desciende abruptamente hasta las bases cubiertas de sedimentos, donde forma la cadena montañosa de la Chaîne de Banfora. 

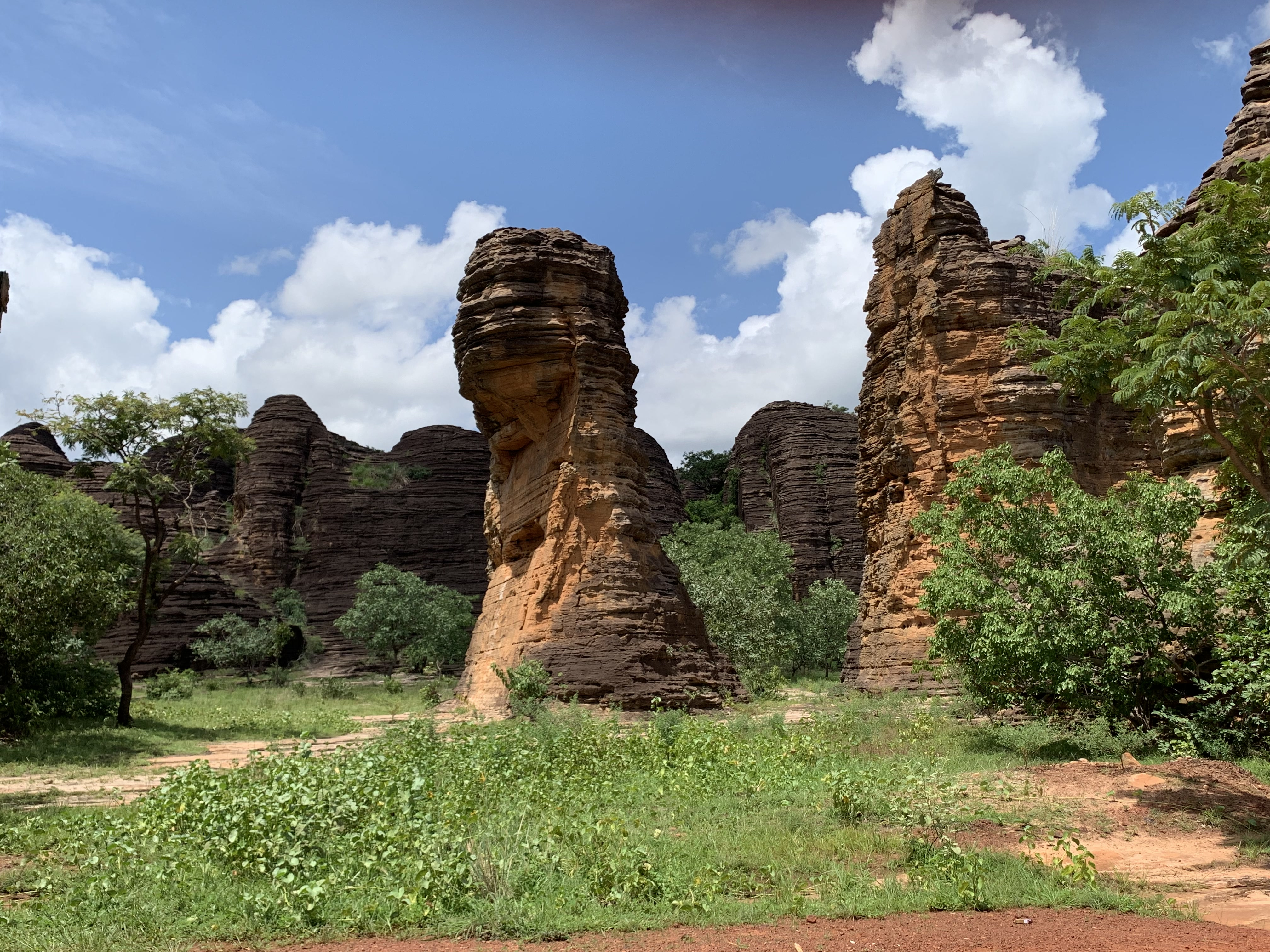
Domos de Fabédougou

Esta cadena se extiende en dirección noreste-suroeste a una altitud media de 150 metros. Al sureste se encuentra la Chaîne de Gobnangou, un macizo que se eleva unos 100 metros por encima de la meseta central. Las formaciones cuaternarias existen principalmente en forma de antiguas dunas en el norte del país, que alcanzan hasta 20 metros de altura y 10-20 km de longitud. El 40% del territorio al norte de Markoye está cubierto de dunas. El punto más bajo del país se encuentra en el valle del río Oti, a 125 metros.

### Medio Ambiente
Según la clasificación de WWF, la mayor parte del territorio de Burkina Faso pertenece a la ecorregión denominada sabana sudanesa occidental; solo el extremo norte corresponde a la sabana de acacias del Sahel.
Las reservas naturales de Burkina Faso incluyen cuatro parques nacionales. Al igual que la parte burkinesa del parque nacional de W, el parque nacional de Arly está situado en el sureste, el parque nacional de Kaboré-Tambi en el sur y el parque nacional de Deux Balés en el oeste del país. También hay una reserva de la biosfera de la UNESCO, Mare aux Hippopotames, y una zona protegida por Ramsar, Mare d'Oursi, así como numerosas zonas protegidas denominadas réserves y forêts classés.

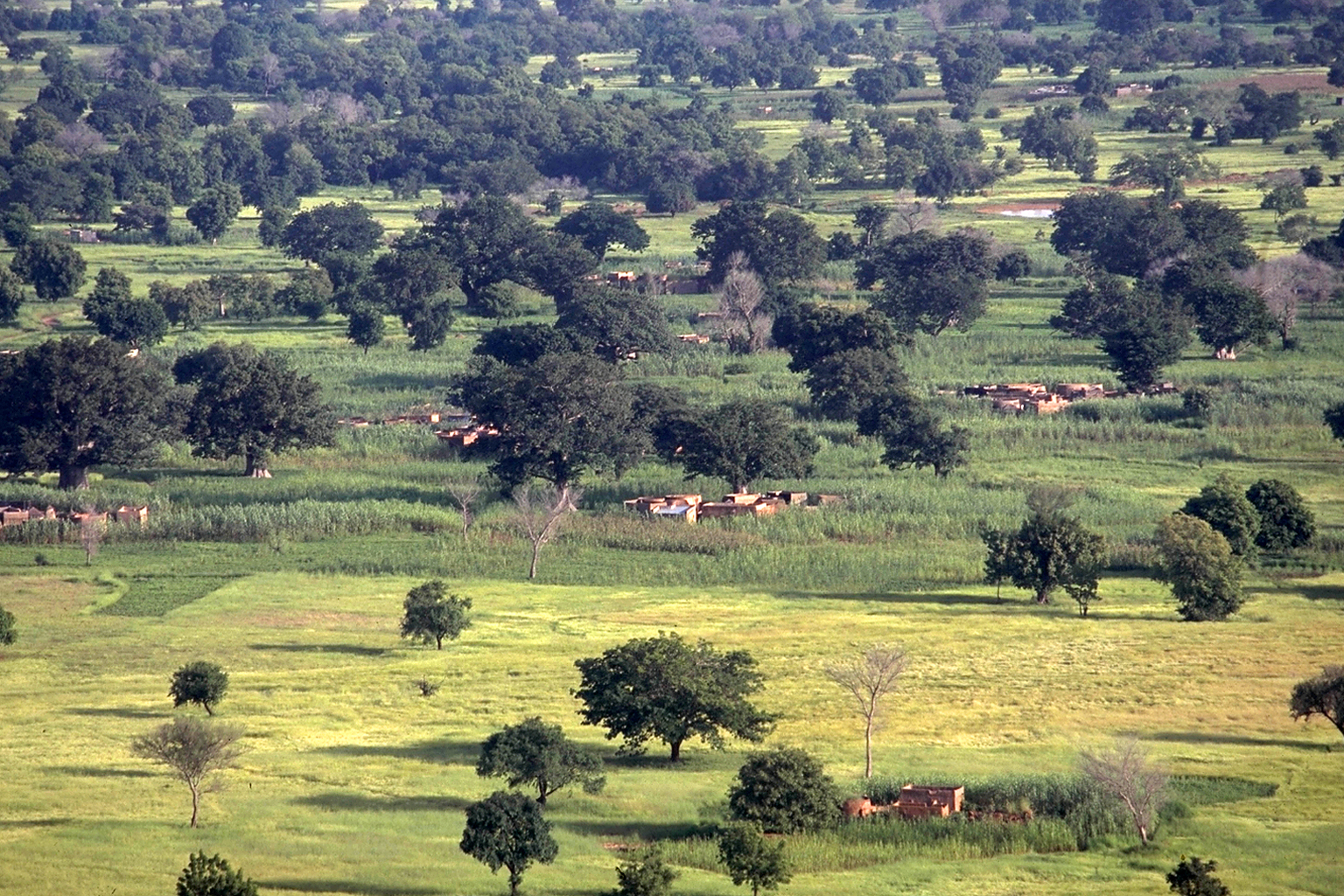
El paisaje durante la estación de lluvias al sur de Tiébélé, en el sur de Burkina Faso.

El cambio climático que se observa en Burkina Faso desde hace unos 35 años, cuyas consecuencias se manifiestan en el descenso de las precipitaciones y el aumento de las temperaturas, así como los incendios de matorrales, la deforestación y el agotamiento de los suelos iniciado por los agricultores para abrir tierras cultivables, son las causas del aumento de la desertificación, empezando por el norte saheliano del país. En 1984 se elaboró el Plan Nacional de Lucha contra la Desertificación (PNLD) con el objetivo de proteger los espacios naturales aún intactos, luchar contra la práctica de los incendios de matorrales, mejorar la calidad de los suelos y organizar programas de reforestación. Sólo entre 1996 y 2000 se plantaron unos 23 millones de árboles con este fin. Se ha abandonado la plantación de eucaliptos puros, como se hacía en los años sesenta, cuando el objetivo era obtener árboles para leña con relativa rapidez. Con el apoyo del buscador Ecosia, desde 2014 se han plantado más de 14 millones de árboles en más de 14.000 hectáreas de terreno baldío, en colaboración con la población local. Se seleccionaron especies arbóreas autóctonas y no amenazadoras, como Balanitas aegyptica, Ziziphus mauritiana, Acacia nilotica y raddiana, Maerua crassifolia.
Las fuertes tormentas que provocaron inundaciones en muchos países de África Occidental durante la temporada de lluvias de 2007 también causaron daños en Burkina Faso. Unas 9.000 casas quedaron destruidas, 28.000 personas se quedaron sin hogar y 51 murieron. Numerosas carreteras y puentes resultaron dañados y las cosechas destruidas; la pérdida de cultivos se estima en 13.268 toneladas.

## Economía

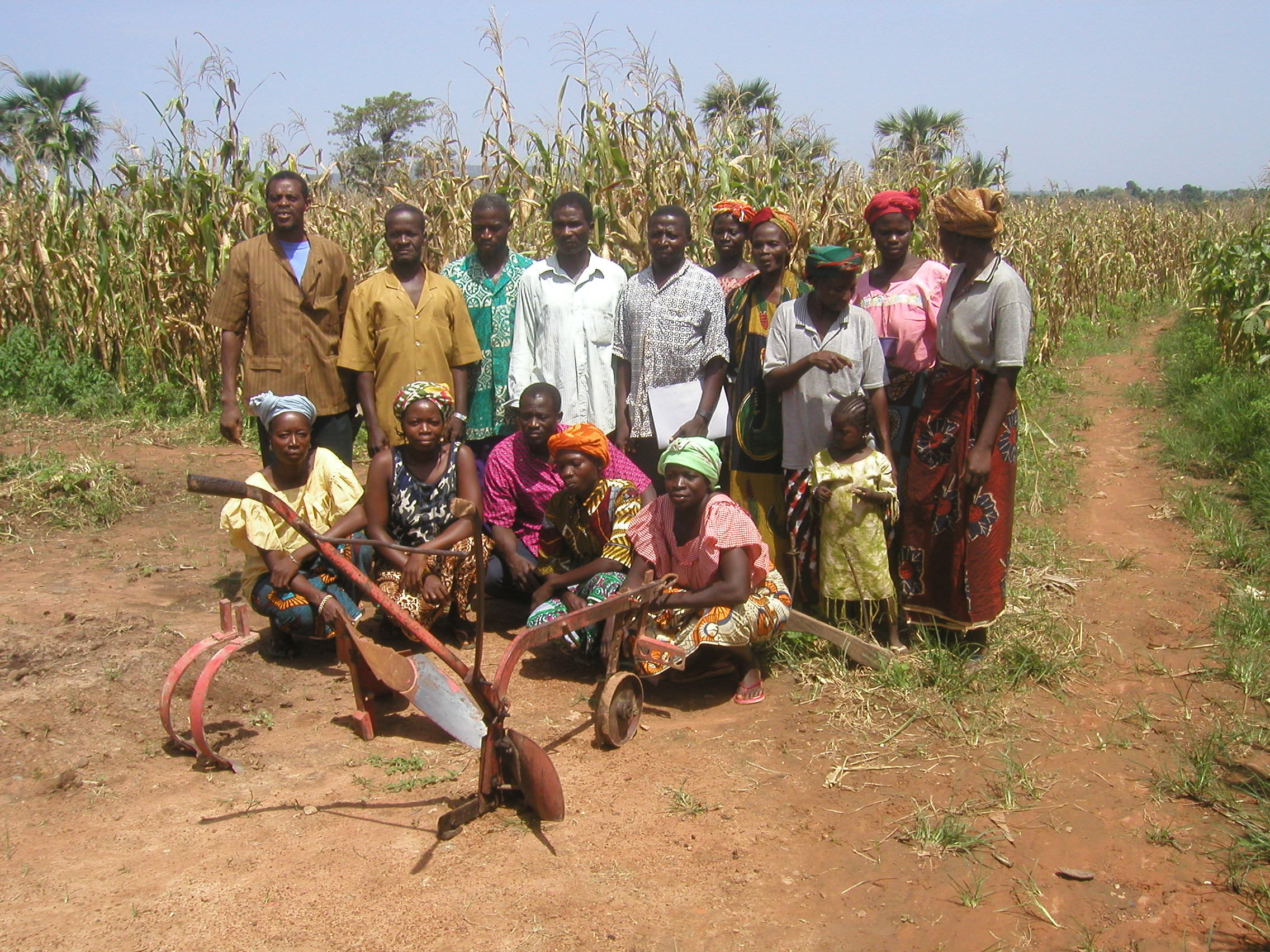
Grupo de agricultores de Tarfila.

La economía de Burkina Faso en 2018 creció en un 6,8 % respecto a 2017. Se trata de una tasa 6 décimas mayor que la de 2017, que fue del 6,2 %. En 2018 la cifra del PIB fue de 11.971M.
Su alto índice de crecimiento poblacional, junto con la aridez de su suelo, son factores que influyen en forma relevante en su índice de pobreza.
La agricultura representa el 27,3 % de su producto bruto interno (2018) y da trabajo al 92 % de su población trabajadora. Se destaca el cuidado del ganado, y especialmente en el sur y el sudoeste el cultivo de sorgo, mijo, maíz, maní, arroz y algodón.
La falta de trabajo causa una muy alta tasa de emigración: por ejemplo, hay tres millones de personas nativas de Burkina Faso que viven en Costa de Marfil. De acuerdo con información del Banco Central de los Estados de África Occidental, estos emigrantes envían por año varias decenas de miles de millones de francos CFA a Burkina Faso.

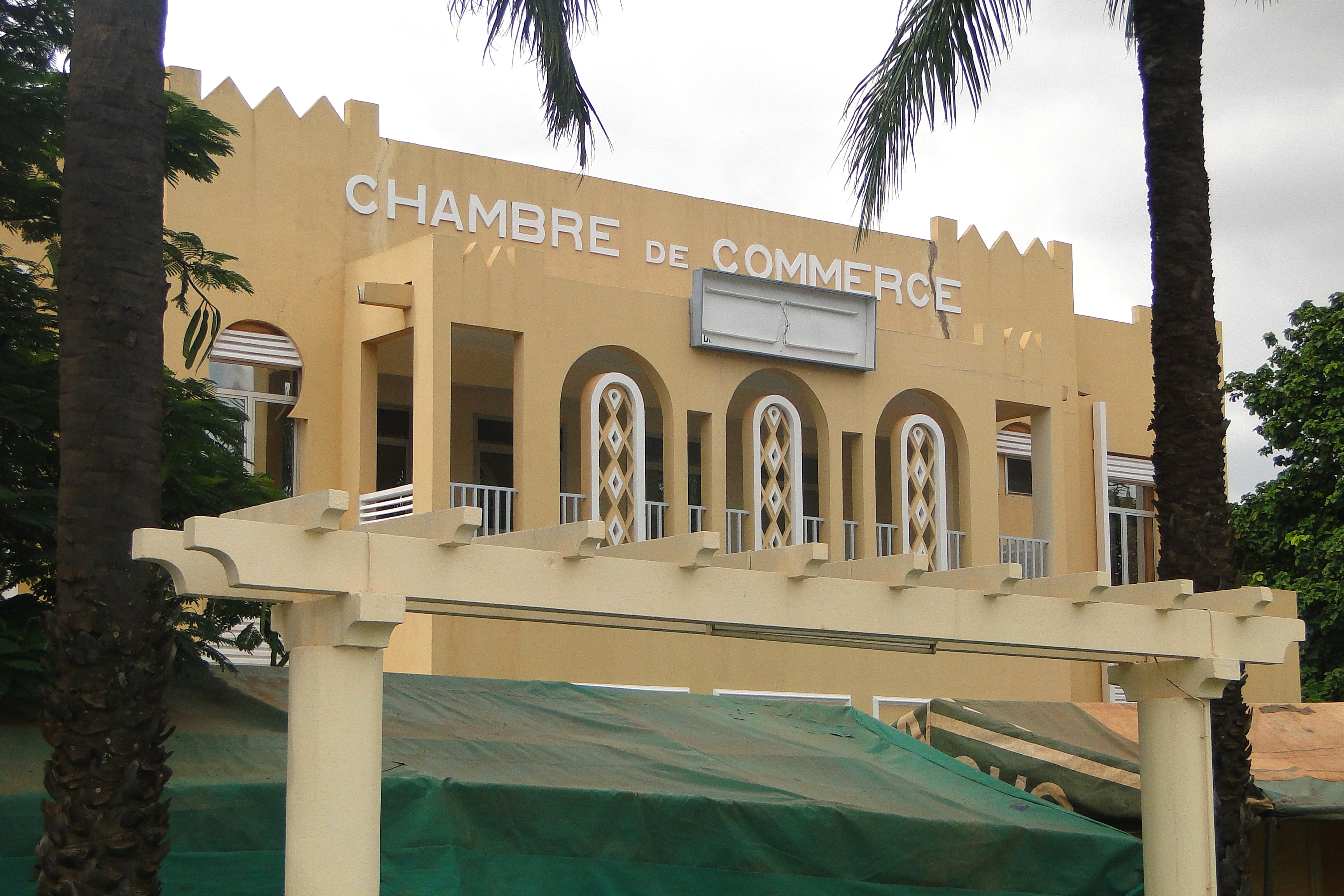
Edificio de la Cámara de comercio de Bobo-Dioulasso

Desde que se produjo una expulsión de inmigrantes de Ghana en 1967, esta situación ha provocado tensiones en los países receptores de inmigrantes. La crisis más reciente ocurrió en el 2003 en Costa de Marfil, y dio lugar al regreso de 300 000 emigrantes.
Una gran proporción de la actividad económica del país está financiada por ayuda internacional.
La Unión Europea (UE) es el principal socio comercial de Burkina Faso.
- Recursos naturales: Manganeso, piedra caliza, mármol, oro, antimonio, cobre, níquel, bauxita, plomo, fosfato, plata, zinc y pescado.
- Productos agropecuarios: Mijo, sorgo, caña de azúcar, maíz, algodón, cacahuetes, patata, sésamo, nueces, ganado vacuno, lanar y aves de corral.
- Principales industrias: Alimentos, cerveza, industria ligera, harinas, jabones, algodón, llantas, motocicletas, bebidas suaves y calzado.
- Principales actividades económicas y de producción: El desarrollo económico de Burkina Faso se ha visto impedido por varios factores, entre los cuales se encuentra el ineficiente desarrollo de la minería, las modalidades climáticas que afectan periódicamente sus cosechas, la débil demanda de sus principales productos de exportación y la caída de los precios internacionales.

Según el Índice mundial de innovación, a cargo de la Organización Mundial de la Propiedad Intelectual, en 2024, Burkina Faso se ubicó en lugar 129 en innovación entre 133 países del mundo;mientras que en 2023 ocupó el lugar 124 y el lugar 120 en 2022.

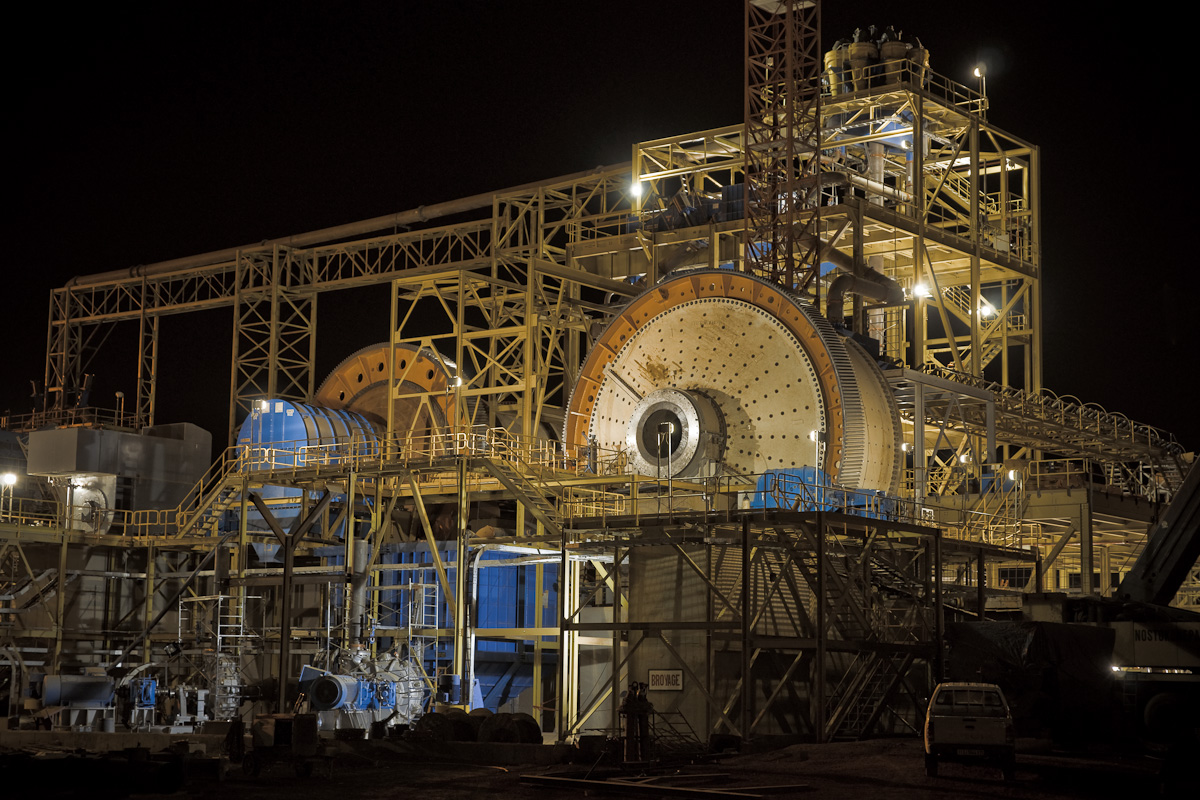
Instalaciones de procesamiento en la mina de Essakane (Burkina Faso)

### Industria Minera
La producción minera incluye cobre, hierro, zinc y, sobre todo, oro (el país acaba de abrir su quinta mina).
La producción oficial de oro del país fue de 46 toneladas en 2017 y de 52 toneladas en 2018, a las que hay que añadir entre diez y treinta toneladas de oro producido por minas artesanales no declaradas.
A finales de los años noventa, las «junior companies» canadienses empezaron a firmar cada vez más contratos con países africanos. En Burkina, sus nombres eran Axmin, Orezone Resources, Goldcrest Resources y Etruscan Resources, y a menudo tenían operaciones en países vecinos, ya que Burkina es una prolongación geológica de la rica zona aurífera de Ghana.
Cuando Endeavour Mining completó su acuerdo con Semafo en 2020, se convirtió en el mayor productor de oro de Burkina Faso, así como en el mayor empleador privado del país.

En diciembre de 2022, la empresa rusa Nordgold se adjudicó una nueva mina de oro en Burkina Faso, en el yacimiento de Yimiougou, con una superficie de 31,44 kilómetros cuadrados. La mina funcionará durante cuatro años y producirá un total estimado de 2,53 toneladas de oro.

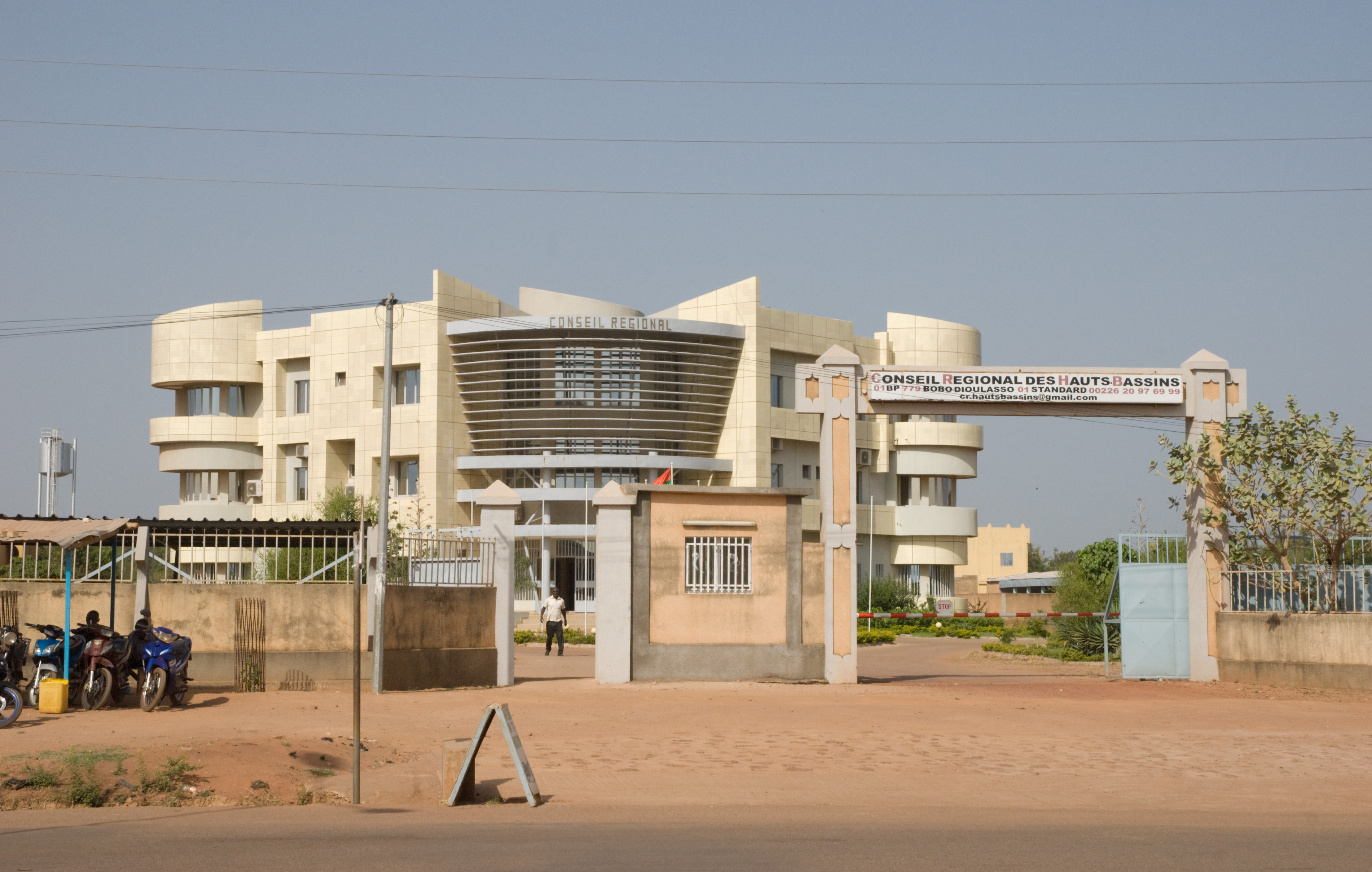
Bobo-Dioulasso una de las ciudades más grandes de Burkina Faso

## Demografía
Burkina Faso cuenta con una población de 23 519 192 habitantes (2024). El 49,7% de la población son hombres, mientras que las mujeres representan el 50,3%. El país cuenta con una densidad de población de 85,77 personas por km².
La esperanza de vida es de 59,27 años, siendo la edad promedio de su población de menos de 17 años. El país cuenta con un alto porcentaje de niños, siendo el 44,09% de la población joven, mientras que los mayores de 65 años solo representan el 2,55% de la población del país.
La población se encuentra concentrada en las zonas sur y centro del país, en algunos casos la densidad es superior a 48 hab/km². Para el año 2024, el norte del país contaba con una muy baja densidad de población, principalmente debido a los ataques terroristas, que han obligado al desplazamiento de millones de personas hacia el centro del país u otros países como Níger.
El promedio de hijos por mujer es de 6,41, una de las tasas más altas del mundo, lo cual está provocando un aumento poblacional nunca visto en la historia de este pobre país, con consecuencias tanto económicas como ambientales.
Es relevante el impacto que produce el sida en cuanto a la amortiguación de la tasa de crecimiento de la población, tanto por fallecimientos directos, como por el aumento de la tasa de mortalidad infantil y otros problemas sociales asociados al mismo.
En el país hay presente numerosos grupos étnicos, siendo los mossi (52 %) el principal grupo. Estos habitan principalmente el centro del país, y son descendientes de la migración producida entres los siglos X y XI desde Ghana, distribuyéndose actualmente por la cuenta del Volta. Alrededor del 8 % o 9 % de la población es de la etnia Fulani, estando presente en el norte, cerca de las fronteras de Níger y Mali, siendo musulmanes.Otras etnias importantes en el país son los Bobo en el este, los Bisa en el sureste, los Senufo en el este de mayoría animista, los Gurunsi en el sur junto a la frontera de Ghana, los Lobi en el sur o los Dagara en el suroeste.
Según datos de la ONU, en 2020 había un 3,46% de población inmigrante en el país, proveniente principalmente de Costa de Marfil (77,67%), y en menor medida de Mali (5,12%) y Ghana (4,63%). Se calcula que viven unos 12 000 europeos en el país.
De acuerdo con el censo de 2019, las seis localidades más pobladas del país superaban los 100 000 residentes. Estas son: Uagadugú, la capital y ciudad más importante (2 415 266 habitantes), Bobo-Dioulasso (904 920), Koudougou (160 239), Kaya (124 587), Ouahigouya (121 970) y Banfora (117 452).

### Evolución demográfica

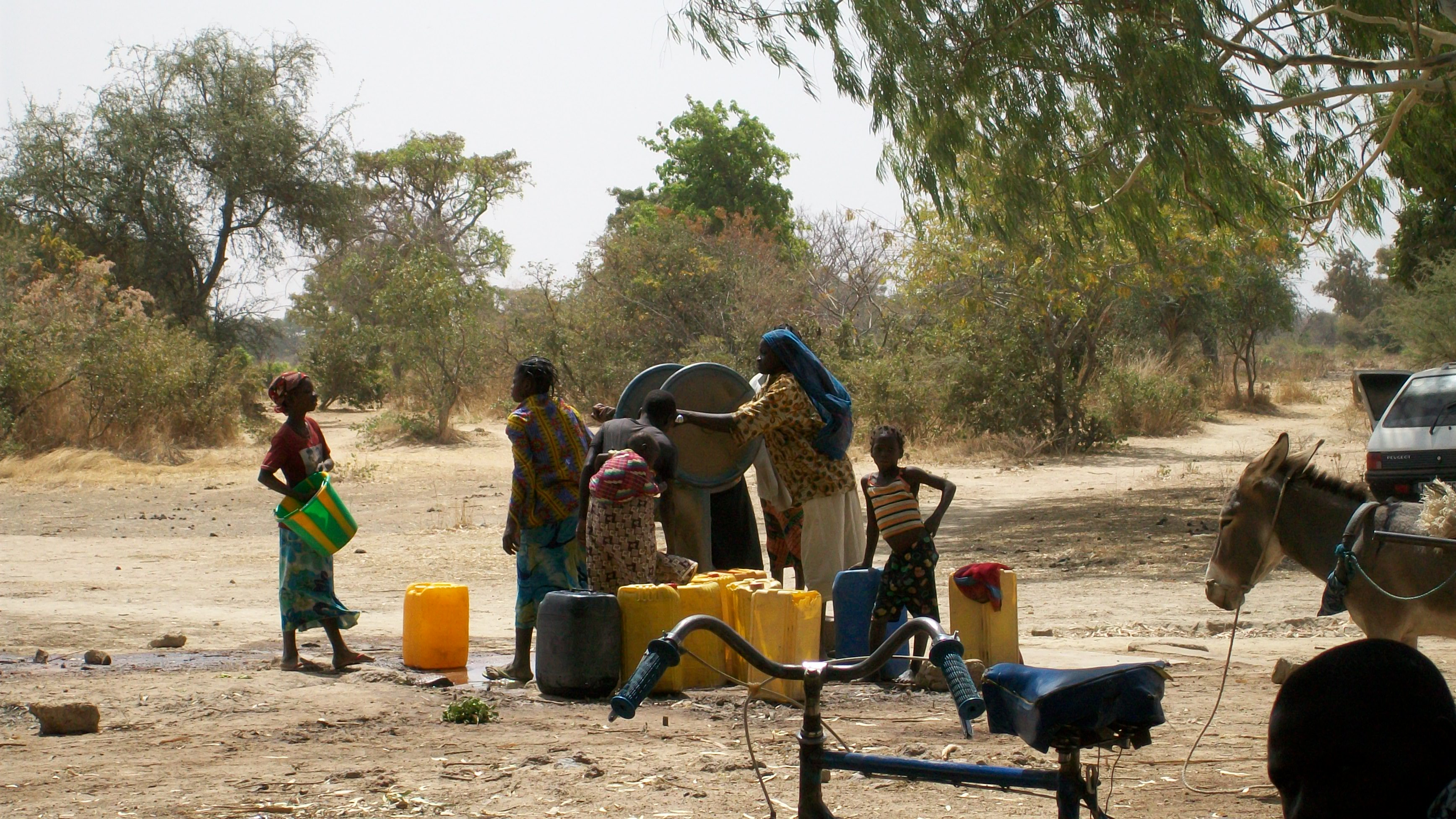
Pozo de agua en un entorno rural de Burkina Faso.

Desde fines del siglo XIX hasta la actualidad la población de Burkina Faso se ha multiplicado unas seis veces.

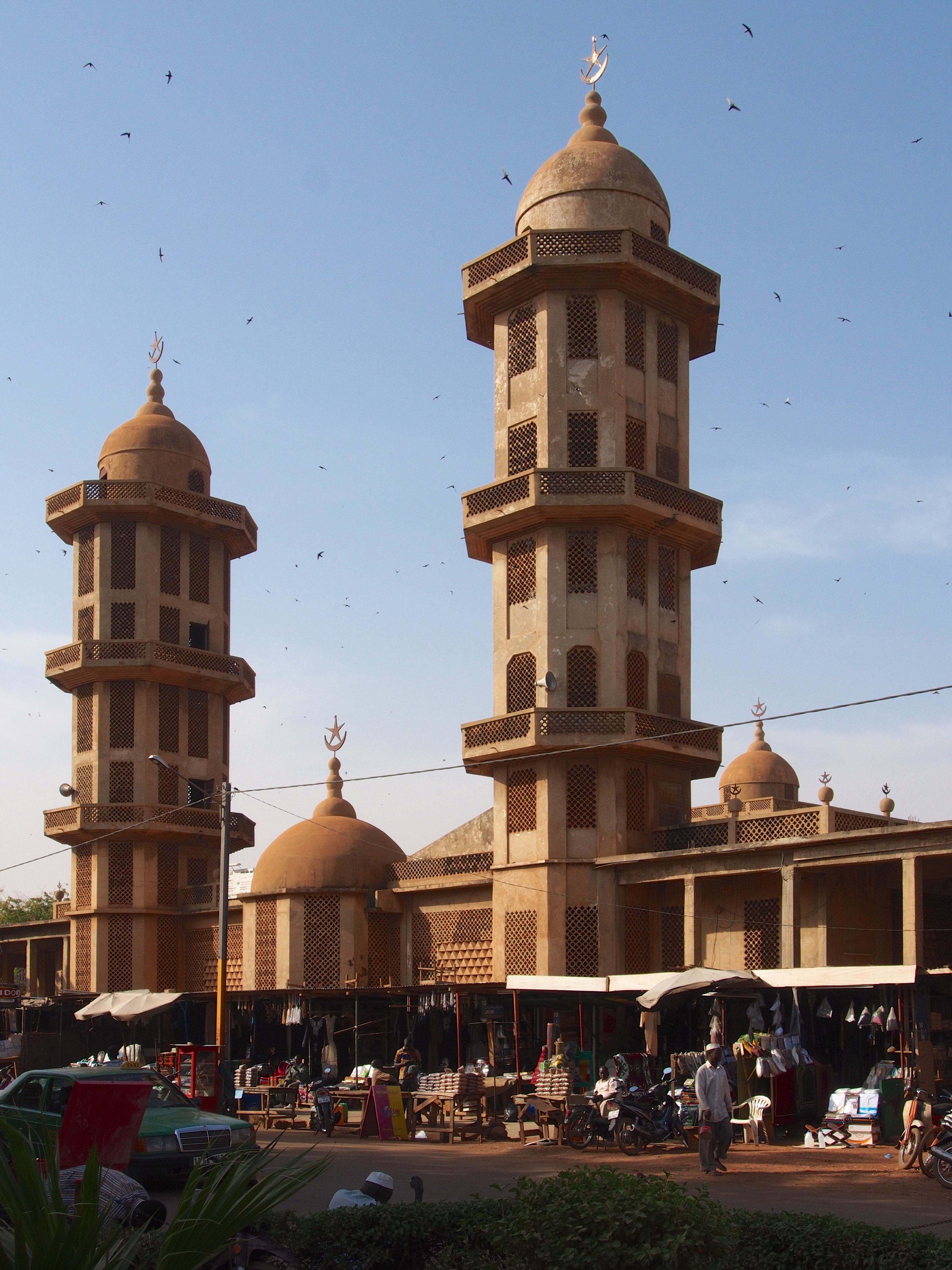
Gran Mezquita de Uagadúgú

- 1890 - 1,6 millones
- 1901 - 2,9 millones.
- 1914 - 3 millones.
- 1939 - 3,3 millones.
- 1950 - 3 millones.
- 1954 - 3,3 millones.
- 1965 - 4,9 millones.
- 1975 (censo) - 5,6 millones.
- 1985 (censo) - 7,9 millones.
- 1996 (censo) - 10,3 millones.
- 2006 (censo) - 14 millones.
- 2019 (censo) - 20,5 millones.

### Religión
La importancia de las religiones tradicionales de los distintos grupos étnicos se ha mantenido hasta hoy más que en otros países: alrededor del 15,3% de los burkineses son seguidores de una religión africana. Esto se debe principalmente a que los mossi resistieron durante mucho tiempo la islamización del norte. Según las creencias tradicionales mossi, existe un dios, Wẽnde, que creó el universo y luego se alejó de la humanidad. Como mediadores, varios espíritus se han instalado posteriormente en distintos lugares, objetos y animales. El culto a los antepasados es muy importante para los mossi. No fue hasta finales del siglo XVIII cuando Moogo naaba Doulgou se convirtió al Islam.
Hoy, más de la mitad de la población burkinesa (60,5%) es musulmana. En la actualidad, se practica en el país una variante no dogmática y pragmática del islam, que incorpora elementos de las religiones tradicionales, entre ellos una danza de máscaras llamada dodo, originalmente un ritual durante el mes de ayuno musulmán del Ramadán, que ahora realizan los muchachos como entretenimiento y ante los espectadores. Como resultado de una intensa labor misionera, el islam creció significativamente. La organización colectiva de los musulmanes burkineses es la Communauté musulmane du Burkina Faso (CMBF), fundada en 1962.

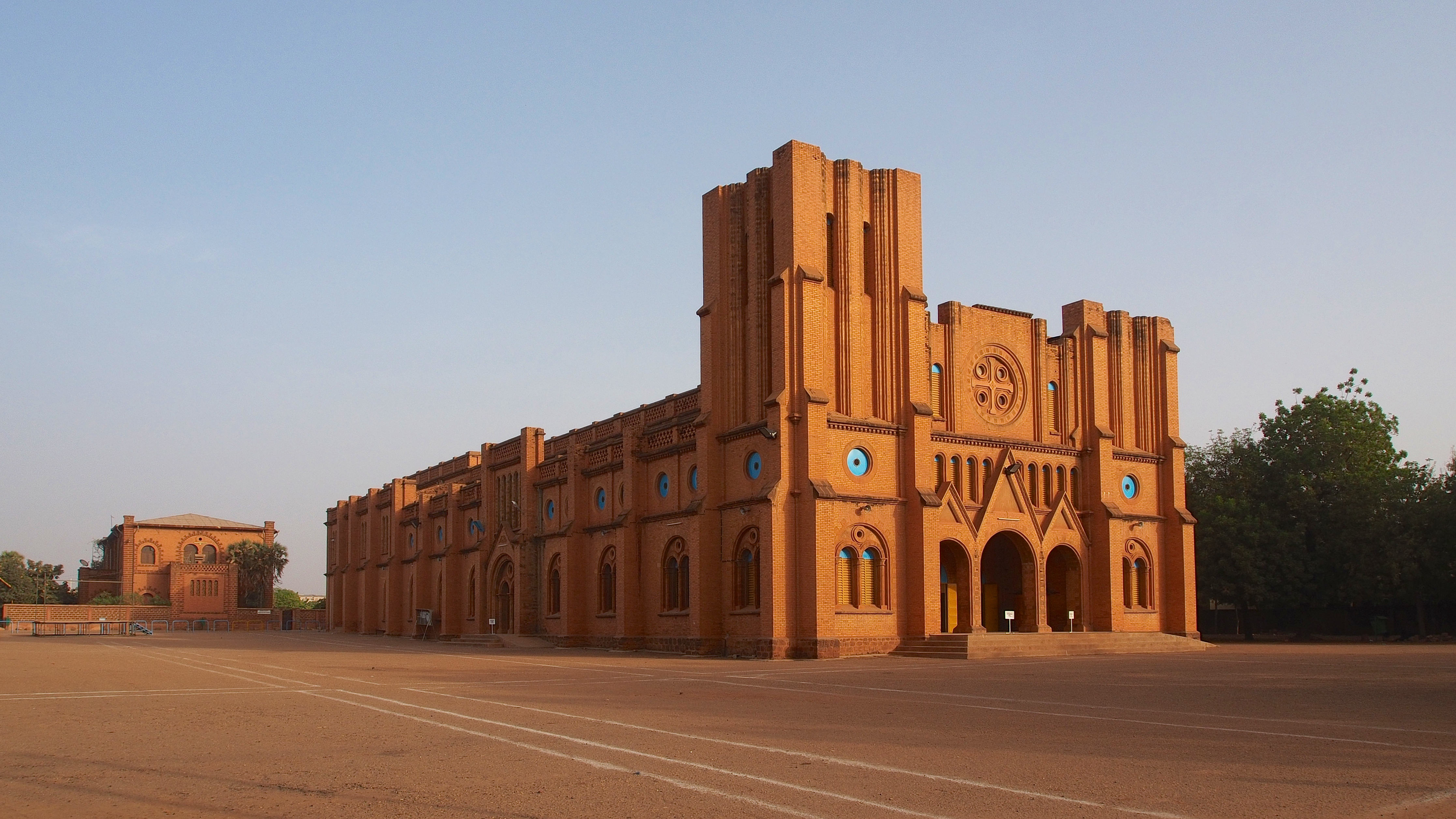
Catedral de la Inmaculada Concepción en Uagadugú

El número de cristianos es del 23,2%, en su mayoría católicos (19%) y de diversos grupos protestantes (4,2%). La pequeña comunidad libanesa es cristiana en un 90%. Hay 13 diócesis católicas, tres de las cuales son arzobispados organizados en la Conferencia Episcopal de Burkina Faso y Níger. El arzobispo de Uagadugú es Philippe Ouédraogo.
A excepción de los fulbe, que viven predominantemente en el norte, los grupos étnicos son heterogéneos desde el punto de vista religioso. La capital, Uagadugú, es de religión mixta, mientras que el centro económico de Bobo-Dioulasso es predominantemente musulmán[37].

### Idiomas
Los idiomas oficiales de Burkina Faso son el mossi, el dyula, el bissa y el fula. El idioma hausa es hablado por una parte de la población musulmana. Tan solo el 29.7 % de la población está alfabetizada. 
En diciembre de 2023, el gobierno de Burkina Faso introdujo una ley para reducir el estatus del francés como idioma oficial del país, siguiendo los mismos pasos de Malí, que hizo lo propio haciendo que el francés dejara de ser una lengua oficial en julio de 2023.En el caso de Burkina Faso, el francés se convirtió, junto al inglés, en una de las lenguas de trabajo del país.

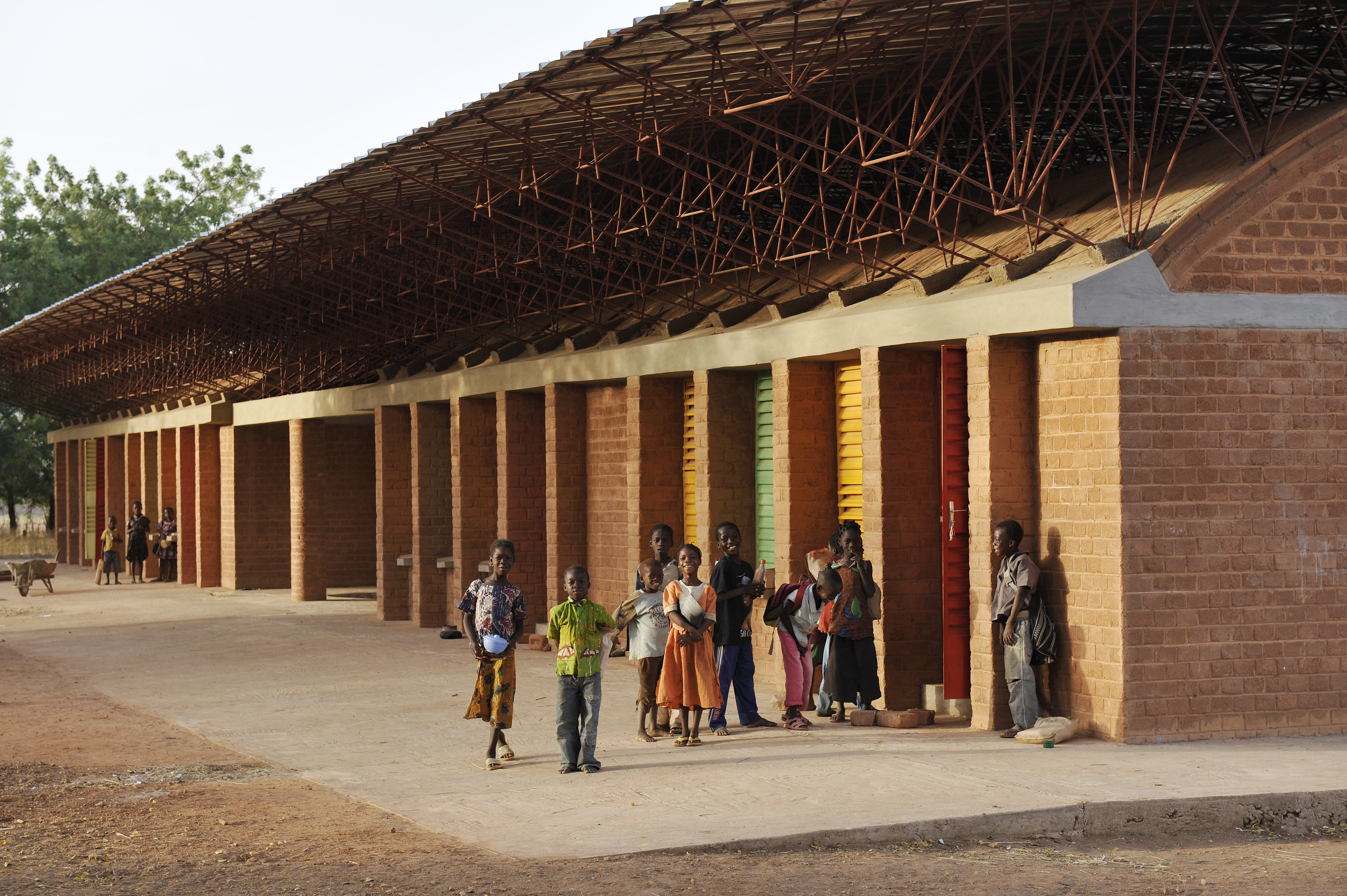
Una escuela primaria en Gando

### Educación
El analfabetismo es mayoritario aún en Burkina Faso. Afecta más a las mujeres que a los hombres. La mayoría de los alumnos son varones.
Según la Ley de Orientación de la Educación de 2007 (Ley 13-2007/AN), el sistema educativo de Burkina Faso está estructurado de la siguiente manera.
Incluye la educación básica formal y la educación básica no formal. Es obligatoria para todos los niños de 6 a 13 años. La educación básica formal comprende tres niveles:
- El primer nivel es la educación preescolar para niños de 3 a 6 años. Este nivel comprende tres secciones. La sección petite para los niños de 3 a 4 años, la sección moyenne para los de 4 a 5 años y la sección grande para los de 5 a 6 años;

- El segundo nivel es la educación primaria para niños de 6 a 12 años. Culmina con el Certificat d'Etudes Primaires (CEP). La tasa de escolarización en primaria entre 2007 y 2009 fue del 64%, según las estadísticas de UNICEF117. La tasa bruta de escolarización aumentó al 77,6% en 2011 y luego al 79,6% en 2012. A pesar de estos avances, un gran número de niños sigue sin tener acceso a la educación. En 2011/2012, 1.112.184 niños de entre 6 y 11 años estaban fuera del sistema escolar.[92]

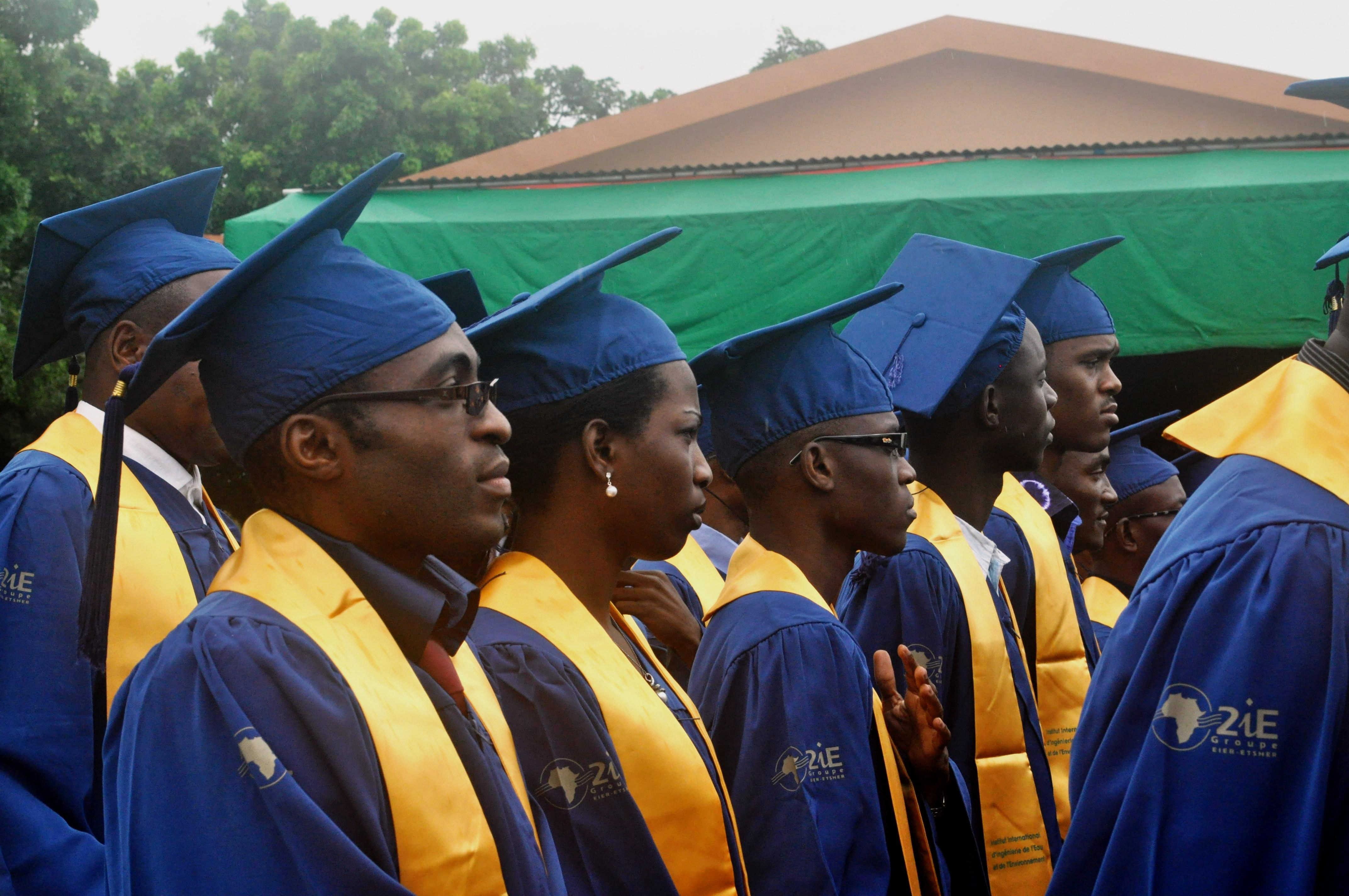
Estudiantes en un acto de Graduación en Burkina Faso

- Estudiantes en un acto de Graduación en Burkina FasoEl tercer nivel es la educación posprimaria para jóvenes de 12 a 16 años, que conduce al Brevet d'études du premier cycle (BEPC).

La educación básica no formal incluye:
- La alfabetización y la formación para el desarrollo de personas mayores de 15 años que aprenden a leer y contar en una de las principales lenguas nacionales;

- Educación básica no formal para jóvenes y adolescentes y formas alternativas de educación básica no formal. Se ocupa de los niños de entre 9 y 15 años que han abandonado la escuela o no están escolarizados, dándoles acceso a un ciclo completo de educación básica con un enfoque práctico y profesional en las lenguas nacionales, combinado con el aprendizaje del idioma francés, de hasta 4 años de duración.

La enseñanza secundaria conduce al bachillerato y comprende tres vías:
- La vía general: se trata de un único curso de tres años que conduce al título de bachillerato en una de las siguientes series: A, C , D , E y F ;

- El itinerario tecnológico: también se trata de un ciclo único de tres años de duración que conduce al título de bachillerato de las series E, F, G y H;

- El itinerario profesional, también denominado enseñanza secundaria técnica y profesional (ESTP). Es el componente de formación profesional del sistema de enseñanza secundaria y comprende tres (3) ciclos con vistas a la inserción profesional. Comprende el ciclo CAP (CEP + 4 años), el ciclo BEP (BEPC o CAP + 2 años) y el ciclo Baccalauréat professionnel (BEP + 2 años).El Instituto Internacional del Agua y el Medio Ambiente (Institut International de l'Eau et de l'Environnement)

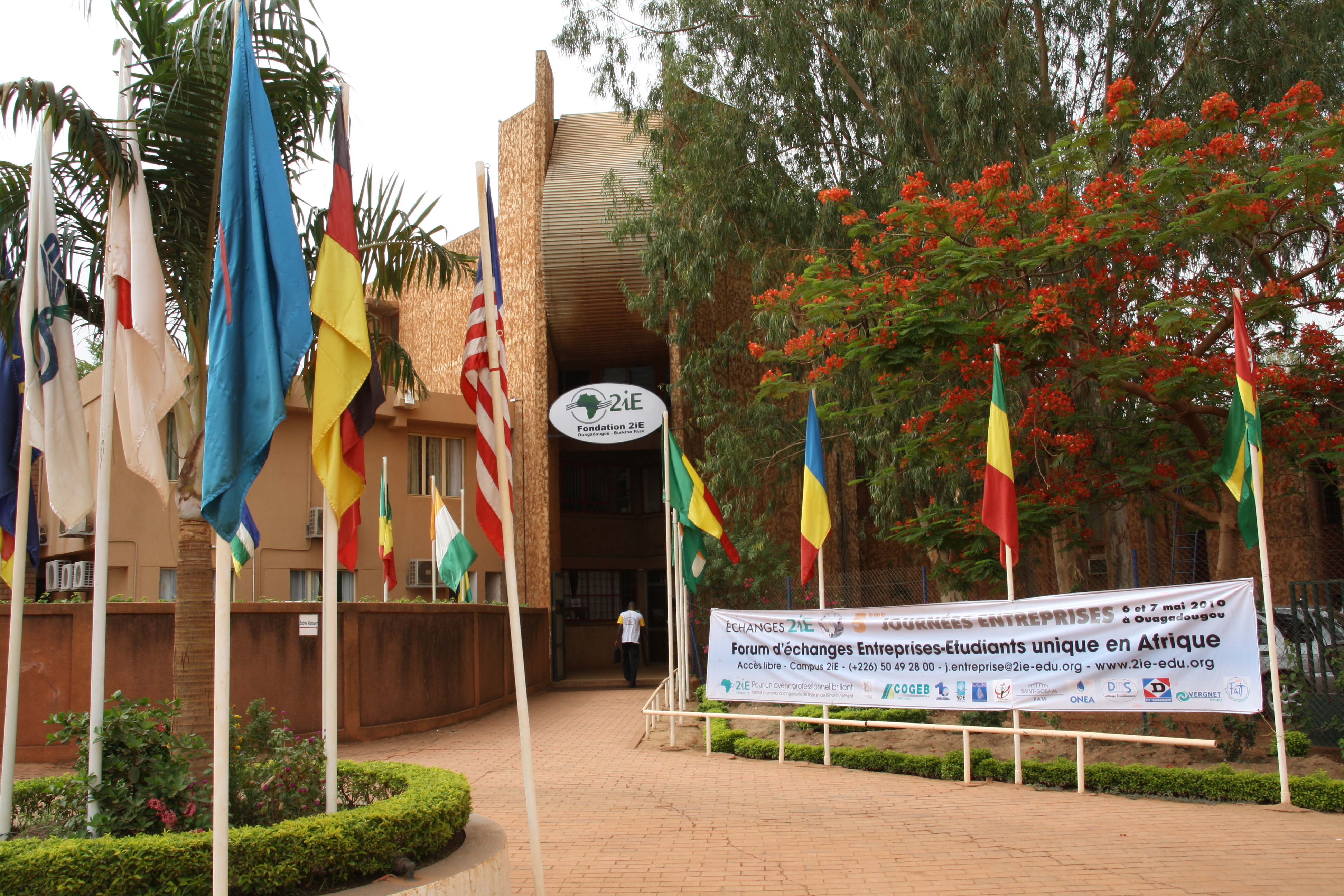
El Instituto Internacional del Agua y el Medio Ambiente (Institut International de l'Eau et de l'Environnement)

La enseñanza superior incluye universidades, institutos y grandes escuelas. Burkina Faso cuenta con cuatro universidades públicas:
- la Universidad de Uagadugú, fundada en 1974, es la más antigua de las universidades;

- Universidad Nazi Boni, fundada en 1997;

- Universidad Norbert-Zongo, fundada en 2005 y rebautizada como Universidad Norbert Zongo el 30 de noviembre de 2017 por el representante del Jefe del Estado, Chériff Sy;

- Universidad Thomas Sankara, fundada en 2007.

Tres centros universitarios creados en el interior del país sirven de apoyo a las cuatro universidades. Se trata de Fada N'Gourma, que imparte formación en minería, Ouahigouya, que imparte formación en el sector terciario y la sanidad, y Dédougou, que imparte formación en agricultura.

### Diáspora
En términos numéricos, el grupo más numeroso de burkineses expatriados se encuentra en Costa de Marfil, con cerca de 2,2 millones de personas en 1998. Algunos viven allí desde hace varias generaciones, ya que de 1932 a 1947 parte de lo que hoy es Burkina Faso fue añadida por los franceses a la colonia de Costa de Marfil para facilitar el empleo de trabajadores en las plantaciones de ese país. Durante la guerra civil que asoló Costa de Marfil a partir de 2002, en la que la diáspora burkinesa fue uno de los objetivos de la persecución, varios cientos de miles de burkineses huyeron a su patria o a la de sus antepasados.
Alrededor de 35.000 viven en Italia y entre 4.000 y 5.000 en Francia, algunos de los cuales son burkineses de tercera generación. La diáspora está organizada en el Conseil supérieur des Burkinabè de l'étranger (o Consejo Superior de Burkineses en el Extranjero, CSBE).
Al 31 de diciembre de 2019, había 2085 burkineses empadronados en Alemania, 120 en Austria a 1 de enero de 2022 y 393 en Suiza.

## Cultura

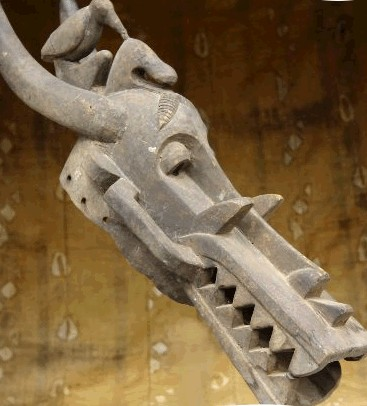
Máscara waniugo de la etnia senufo, que vive entre Burkina, Mali y Costa de Marfil.

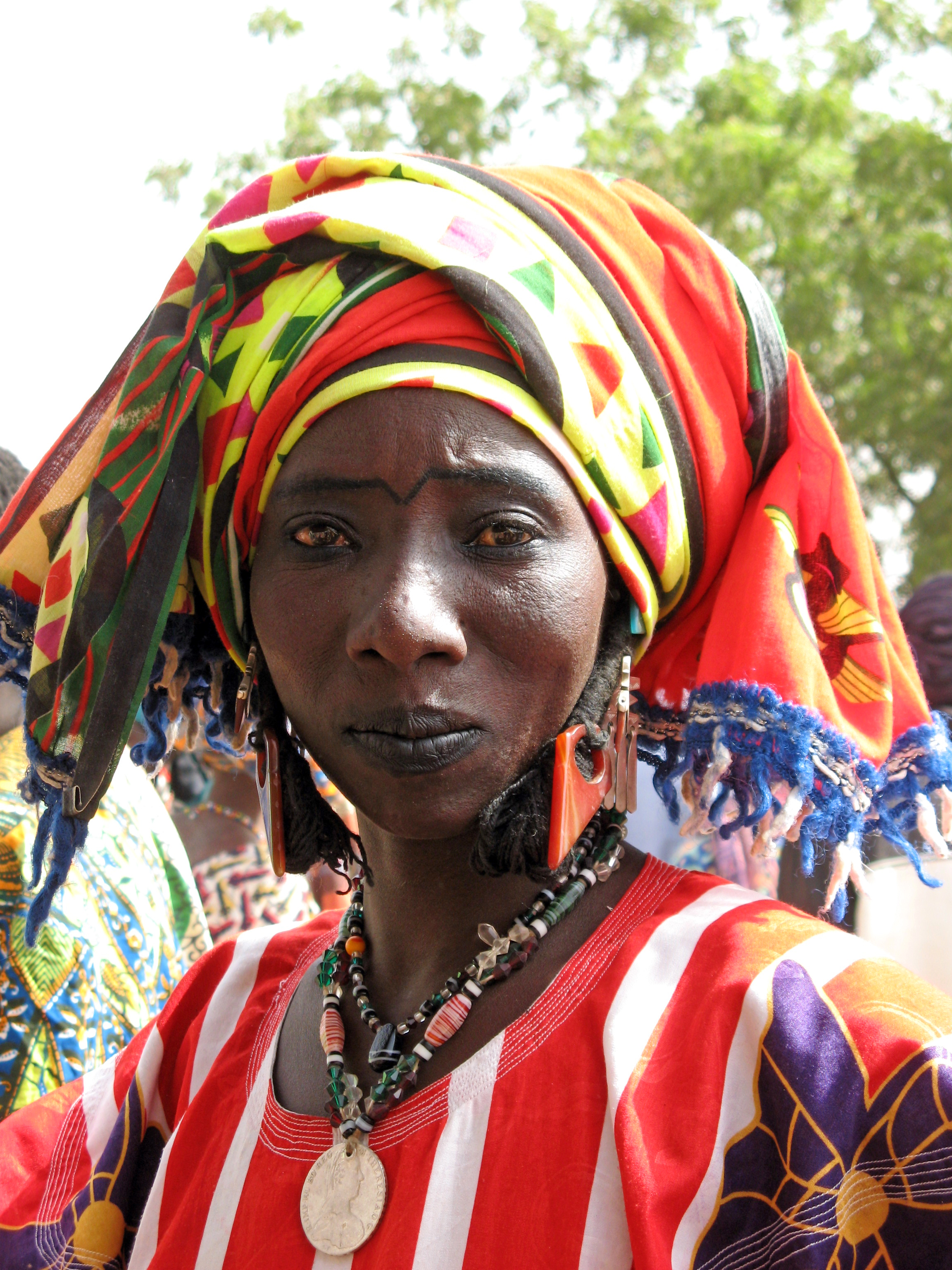
Una mujer en Burkina Faso.

El patrimonio cultural de Burkina Faso se manifiesta en la escultura con madera y bronce, en la arquitectura de tierra, en la música y en la danza.
Recientemente, se ha enriquecido con el cine, y aunque sea menos importante, la literatura también desempeña un papel importante en el renacimiento de la cultura burkinabesa. Destacan:
- Las máscaras zoomorfas Bobo. Son máscaras talladas en madera por los escultores de la región de Bobo-Dioulasso. Las más grandes, que representan a la serpiente, genio protector de la tribu, tienen hasta 3 m de altura. Las más pequeñas pueden representar mariposas, facoceros o búhos, entre otros animales. Estas esculturas sirvieron de fuente inspiración para pintores como Picasso, Braque o Juan Gris a principios del siglo XX.
- El arte sagrado de los senufo, al sudoeste del país. Sus estatuillas y máscaras forman parte de los ritos de iniciación de la sociedad secreta de los poro. Destacan las grandes esculturas que representan calaos, las máscaras waniugo que escupen fuego, las pequeñas máscaras antropomorfas kpélié, las grandes estatuas Déblé de los ancestros y los extraordinarios casquetes sostenidos por un armazón de madera.
- Los bronces a la cera perdida de los mossi. Los mossi son la mayor etnia de Burkina. Viven alrededor del río Volta.
- Las casas de adobe. Extendidas por todo el Sahel, tienen su máxima expresión en la mezquita de Bobo-Dioulasso.
- Las casas fortaleza de los lobi. En el sudoeste del país, son casas de adobe hechas para protegerse, completamente cerradas, de las que se sale mediante escalas por las terrazas.
- El arte mural de los gurunsi. Viven al sur del país, y sus casas están adornadas con grandes frescos de motivos geométricos realizados por las mujeres.
- Los instrumentos de música que cantan. Forman parte de la música tradicional. Destacan los tambores luinssé, los tam-tams bendéré, el balafon, la flauta, los silbatos lobi, el clarinete bobal, el saxófono bumpa, el pequeño piano sanza, la duduga y el kondé.
- La literatura. Es poco conocida en el mundo occidental. La tradición hace que la mayor parte de la literatura sea en forma de cuentos de transmisión oral y por medio del teatro. En literatura, destaca la obra Crépuscule des temps ancienes (1962), del escritor Nazi Boni. En teatro, destacan las obras de Jean-Pierre Guingané. En poesía, Jacques Boureima Guégané.

### Tradiciones

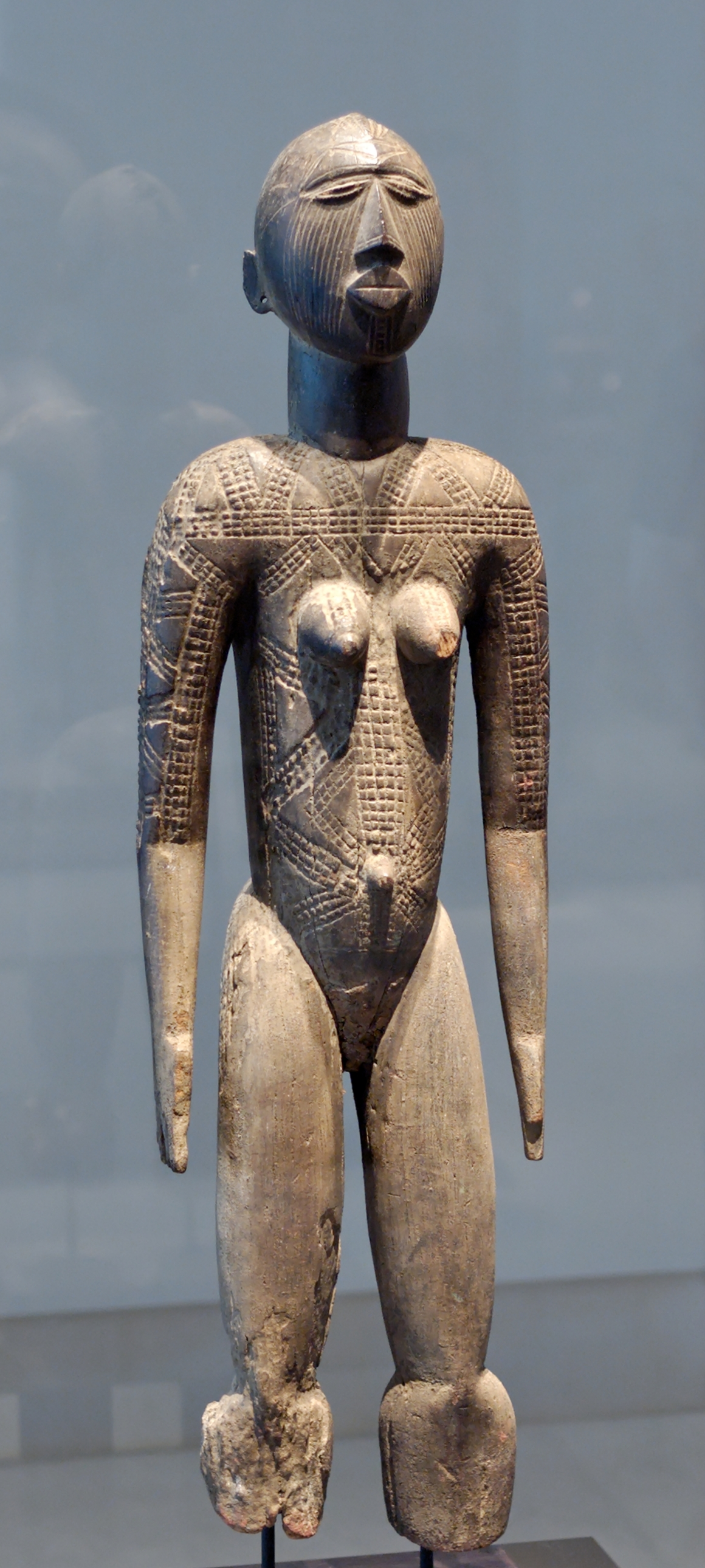
Escultura de la región de Léo

Los cerca de 60 grupos étnicos de Burkina Faso garantizan una gran diversidad de tradiciones culturales; la danza, la música y el uso de máscaras son característicos de los pueblos de la sabana sudanesa. En muchas ocasiones de la vida comunitaria se celebran festivales y ceremonias, en los que se presenta el repertorio cultural. Son importantes los griots, encargados de preservar y transmitir la historia y las tradiciones. Esto se hace mediante la transmisión oral de una generación a otra.
También es importante el sector de la artesanía, que emplea a unas 960.000 personas y al que se dedica la feria bienal SIAO. Además de los trabajos en cuero y madera, la cestería y la alfarería, las esculturas de bronce fundido realizadas con la técnica del molde perdido son características de la artesanía de Burkina Faso.
Jean-Luc Bambara es un escultor que también expone en Europa. Las Esculturas de Laongo son un parque escultórico creado en 1989, donde se tallan piedras de granito por artistas nacionales e internacionales.
Dos acontecimientos culturales que se celebran regularmente son la Semaine Nationale de la Culture (SNC) en Bobo-Dioulasso y las Nuits Atypiques de Koudougou (NAK) en Koudougou. En el este, el Festival Dilembu au Gulmu (FESDIG) se organiza anualmente desde 2004.

### Cine
Burkina Faso está considerado un importante centro del cine africano y acoge desde 1972 el festival de cine panafricano FESPACO, que se celebra cada dos años desde 1979 y atrae a cinéfilos de todo el mundo. El cine burkinés recibe apoyo del Gobierno, pero depende de la financiación extranjera.
Los misioneros católicos empezaron a proyectar películas en el Alto Volta en los años veinte. En 1947 se rodó la primera película en el Alto Volta: Paysan noir ou Famoro le tyran, de Georges Régnier, producida al servicio de la propaganda colonial. Tras la independencia, los franceses crearon numerosas películas etnográficas, mientras que las producciones propias del Alto Volta se dedicaron sobre todo a una misión educativa para la población. A partir de 1980, la producción de largometrajes empezó a aumentar. Wend Kuuni, el primer largometraje de Gaston Kaboré, aportó una nueva estética y calidad al cine africano y obtuvo reconocimiento internacional.

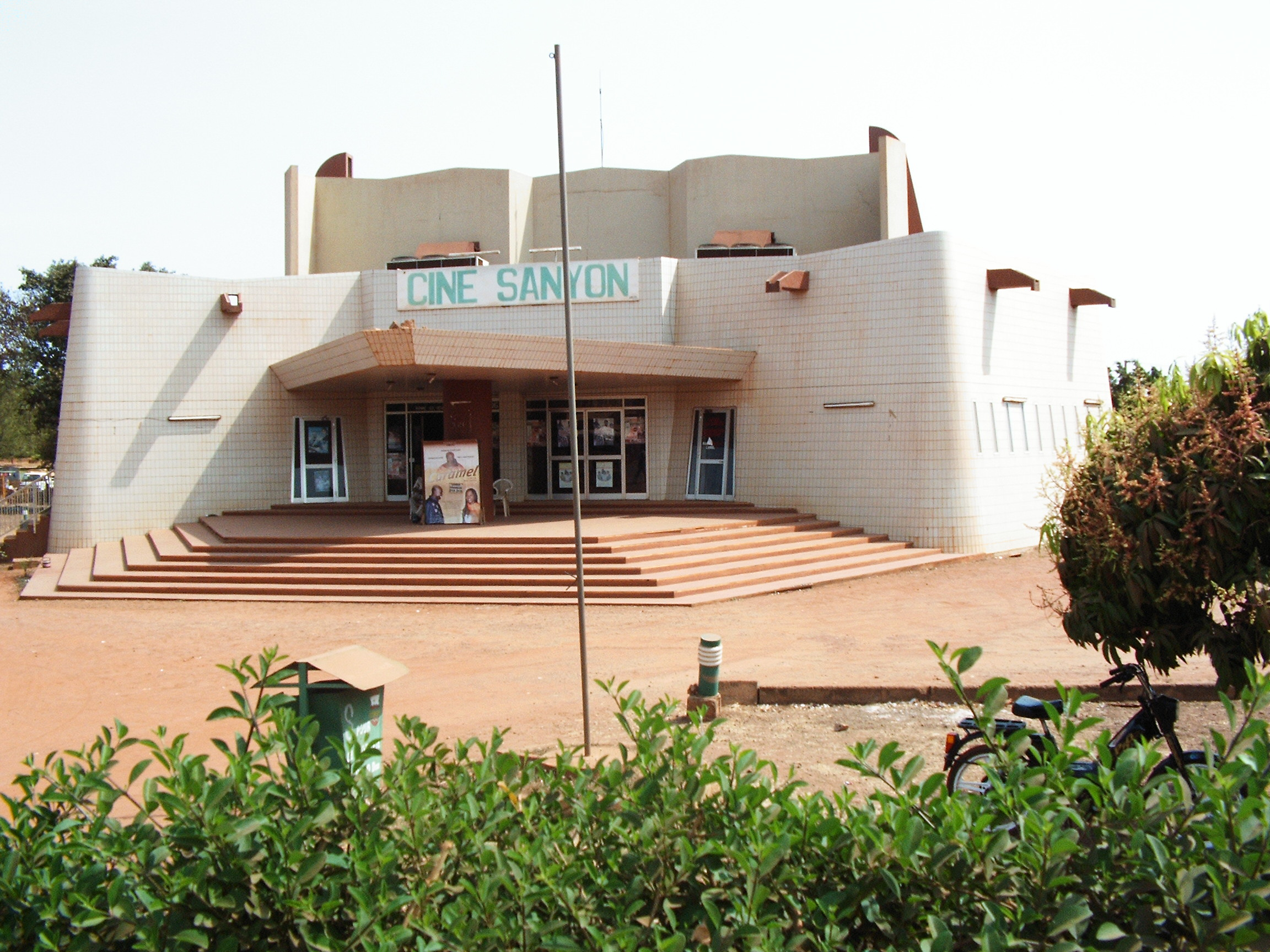
Cine Sanyon en Bobo-Dioulasso, Burkina Faso

En 1990, Tilaï, de Idrissa Ouédraogo, fue galardonada con el Gran Premio del Jurado en el Festival Internacional de Cine de Cannes, y su película Kini y Adams fue candidata a la Palma de Oro en el festival de 1997. Desde la década de 1990, cineastas como Pierre Yaméogo, Dani Kouyaté y Fanta Régina Nacro han obtenido reconocimiento internacional.
El actor más conocido es Sotigui Kouyaté -padre de Dani Kouyaté-, que ha aparecido en películas de Peter Brook, entre otros.

### Medios de Comunicación
El principal medio de comunicación del país es la Radio Televisión de Burkina (RTB), un servicio combinado de radio y televisión patrocinado por el Estado, que emite en dos frecuencias de onda media (AM) y varias frecuencias de FM. Además de la RTB, existen emisoras privadas de radio FM deportivas, culturales, musicales y religiosas. La RTB mantiene un noticiario mundial de onda corta (Radio Nationale Burkina) en lengua francesa desde la capital, Uagadugú, con un transmisor de 100 kW en 4,815 y 5,030 MHz.

Los intentos de desarrollar una prensa y unos medios de comunicación independientes en Burkina Faso han sido intermitentes. En 1998, unos desconocidos asesinaron al periodista de investigación Norbert Zongo, a su hermano Ernest, a su chófer y a otro hombre, y quemaron sus cuerpos. El crimen nunca se resolvió. Sin embargo, una Comisión de Investigación independiente concluyó posteriormente que Norbert Zongo fue asesinado por motivos políticos debido a su trabajo de investigación sobre la muerte de David Ouedraogo, chófer que trabajaba para François Compaoré, hermano del presidente Blaise Compaoré.

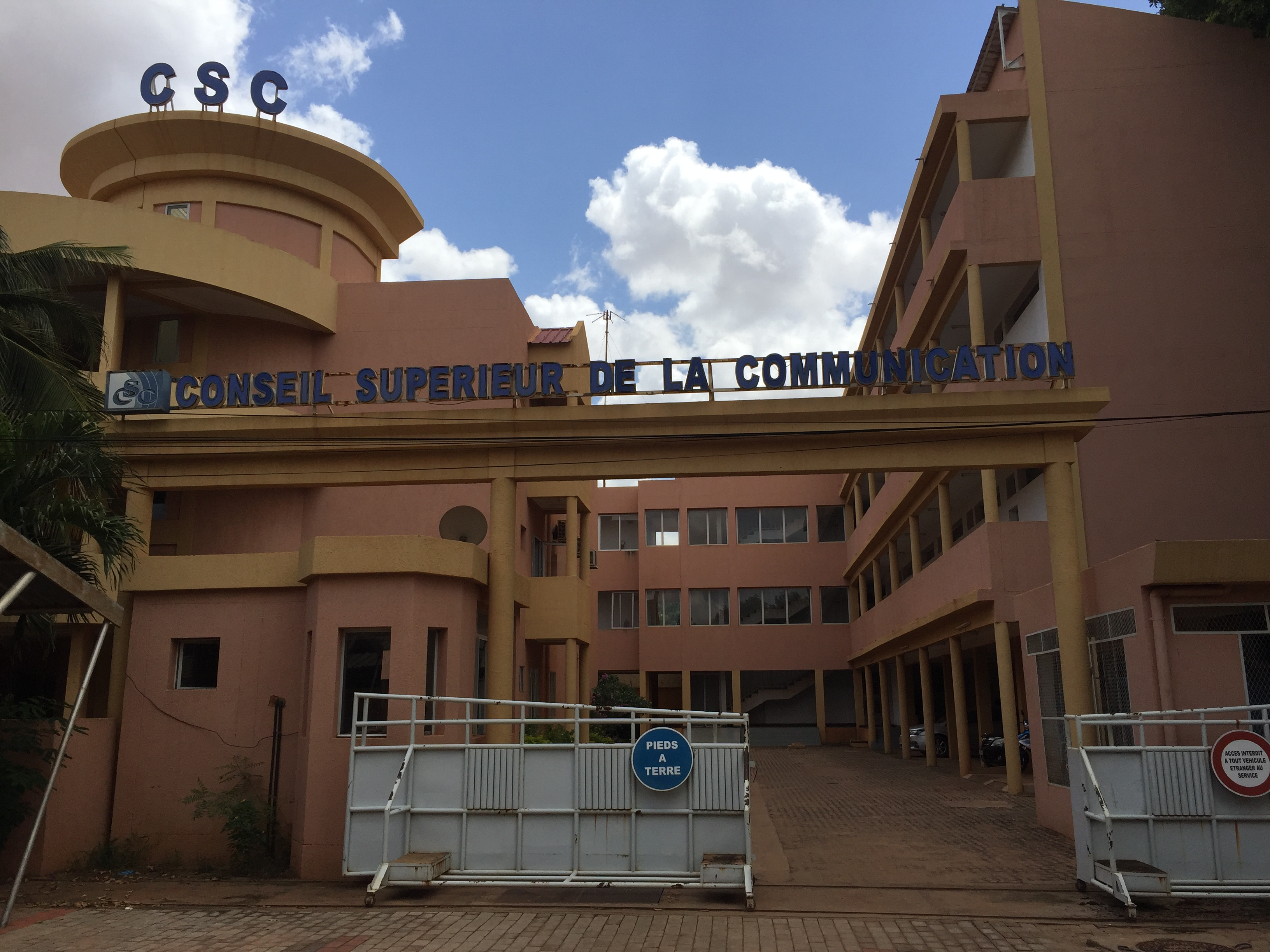
Consejo Superior de Comunicación (Conseil supérieur de la communication)

En enero de 1999, François Compaoré fue acusado del asesinato de David Ouedraogo, que había muerto torturado en enero de 1998. Los cargos fueron retirados posteriormente por un tribunal militar tras una apelación. En agosto de 2000, cinco miembros de la guardia de seguridad personal del presidente (Régiment de la Sécurité Présidentielle, o RSP) fueron acusados del asesinato de Ouedraogo. Los miembros del RSP Marcel Kafando, Edmond Koama y Ousseini Yaro, investigados como sospechosos del asesinato de Norbert Zongo, fueron declarados culpables en el caso Ouedraogo y condenados a largas penas de prisión.
Desde la muerte de Norbert Zongo, la policía y las fuerzas de seguridad gubernamentales han impedido o dispersado varias protestas relacionadas con la investigación sobre Zongo y el trato a los periodistas. En abril de 2007, el popular locutor de radio reggae Karim Sama, cuyos programas incluyen canciones reggae intercaladas con comentarios críticos sobre la supuesta injusticia y corrupción del gobierno, recibió varias amenazas de muerte.
Posteriormente, desconocidos quemaron el coche personal de Sama frente a la emisora de radio privada Ouaga FM. En respuesta, el Comité para la Protección de los Periodistas (CPJ) escribió al presidente Compaoré para pedir a su gobierno que investigara el envío de amenazas de muerte por correo electrónico a periodistas y locutores de radio de Burkina Faso críticos con el gobierno. En diciembre de 2008, la policía de Uagadugú interrogó a los líderes de una marcha de protesta que pedía una nueva investigación sobre el asesinato sin resolver de Zongo. Entre los manifestantes se encontraba Jean-Claude Meda, presidente de la Asociación de Periodistas de Burkina Faso.

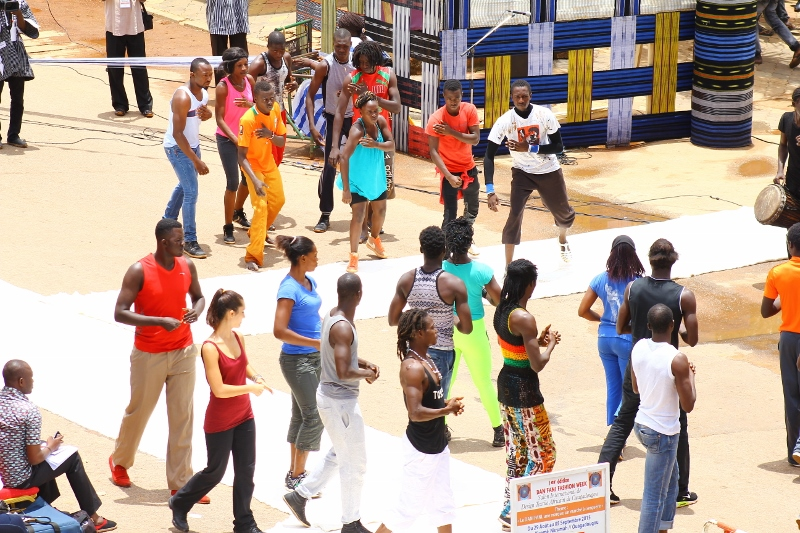
Primera edición de la Semana Internacional de Diseño Textil Africano de Uagadugú (Dan'Fani).

### Festivales
El Festival Panafricano de Cine y Televisión de Uagadugú (FESPACO), el mayor festival de cine africano del continente, se celebra cada dos años en Uagadugú (febrero, años impares).
Les Récréatrales, de carácter bienal, es desde 2002 una de las principales manifestaciones culturales teatrales de Burkina Faso, paralelamente al Festival internacional de teatro y desarrollo (FITD). Fue iniciado por Étienne Minoungou.
El Salon International de l'Artisanat de Uagadugú (SIAO) también se celebra cada dos años, principalmente en los años pares (finales de octubre - principios de noviembre). Es el mayor salón de promoción de la artesanía africana.
La Semaine nationale de la culture (SNC) también se celebra cada dos años en Bobo-Dioulasso durante una semana. Es un trampolín para la cultura nacional o regional y la de la diáspora.
El Festival Ciné Droits Libres, por los derechos humanos y la libertad de prensa;
el Salón Internacional del Libro de Uagadugú.
el Festival Internacional de Culturas Urbanas Waga Hip Hop, que se celebra anualmente desde 2000; el Festival Internacional de Teatro y Marionetas (FITMO) del profesor Jean Pierre Guingané; el Festival de Jazz de Ouaga; las Nuits Atypiques de Koudougou (NAK); el Festival Internacional de Teatro para el Desarrollo (FITD); el Festival Dilembu au Gulmu (FESDIG), etc.
El Festival «SOKO», lanzado en 2015 en Burkina Faso por la Asociación DAMBE, es un festival de iniciación musical y artística que se celebra cada año en enero. Con el significado bambara de «vuelta a la fuente», su objetivo es reunir a varios estilos musicales y generaciones en torno a la defensa y promoción de la cultura africana. El acontecimiento se define también como un mercado de artes escénicas a través de una plataforma de encuentro denominada «Yaar Music». Yaar significa mercado en lengua mooré.

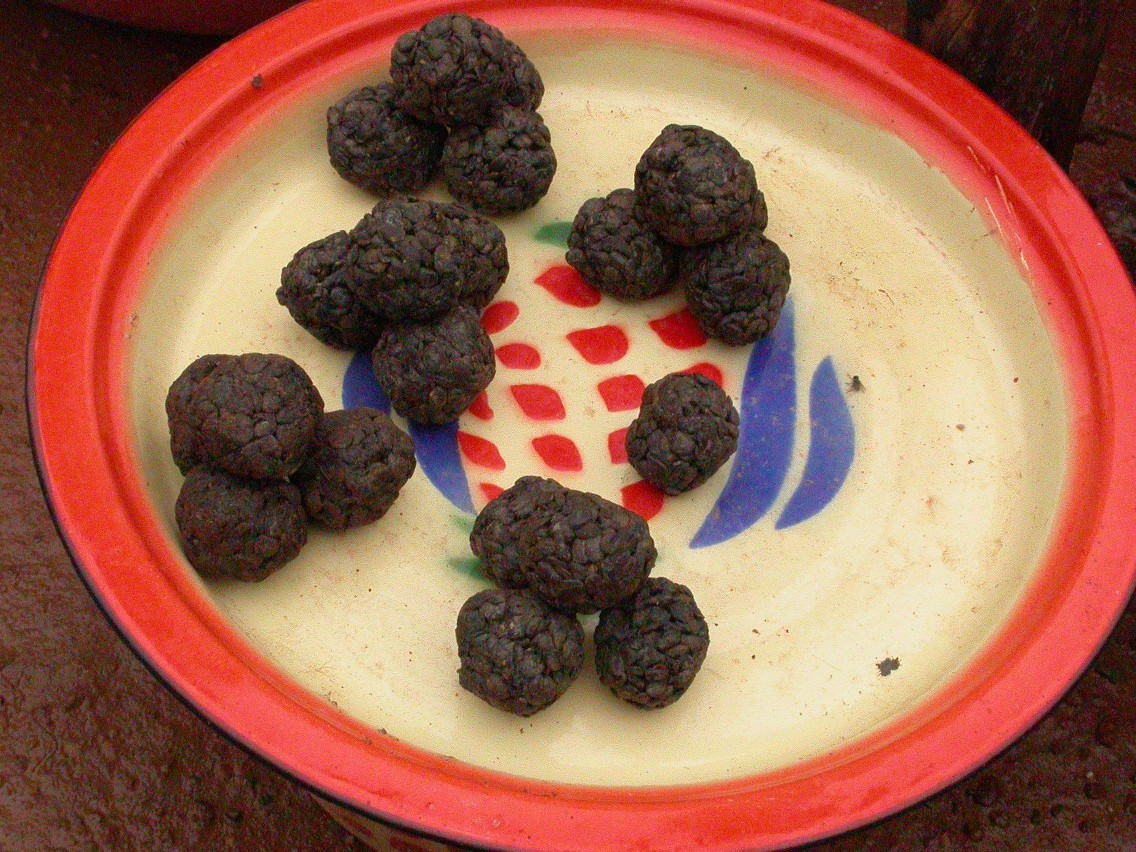
Soumbala es una especia típica de Burkina Faso

### Gastronomía
El arroz y el tô, unas papillas de maíz, mijo o sorgo, son los principales alimentos básicos. Se acompañan de salsas a base de tomate, verduras, hojas de hibisco, okra, hojas de baobab o mantequilla de cacahuete, con o sin adición de carne. El arroz se cocina con tomate y cebolla en forma de riz gras/riz au gras. Otros platos básicos son el cuscús de arroz, mijo fonio o mandioca (llamado attiéké), así como el foufou (gachas de maíz), originario de los países costeros, que suele comerse con una salsa elaborada con el fruto de la palma aceitera (salsa graines).
La carne suele ser de ternera, cordero, cabra, pollo o pintada, pero también se consume carne de caza de animales de la sabana y pescado. Los pollos asados son muy populares y se conocen como poulets télévisions («pollos televisivos»). Se llaman así porque se asan al borde de la carretera en cajas rectangulares de cristal. Los plátanos fritos se llaman aloco, y también hay batatas y boniatos fritos, cada uno de los cuales puede servirse con una salsa picante. En Burkina Faso también se comen orugas. La soumbala es una especia que los lyela utilizan, por ejemplo, para el riz au soumbala.
Entre las bebidas refrescantes figuran el jugo de jengibre, el jugo de tamarindo, el agua de harina de mijo zom-koom o el bissap, una bebida a base de hojas secas de rosella. En el suroeste, sobre todo en Bobo-Dioulasso, también existe la horchata, bebida elaborada con chufa. Entre las bebidas alcohólicas locales destacan la cerveza de mijo dolo, el vino de palma y el aguardiente de palma, prohibido por su peligrosidad.
Las marcas locales de cerveza son Brakina y So.B.Bra., y las de agua mineral, Lafi y Jirma.

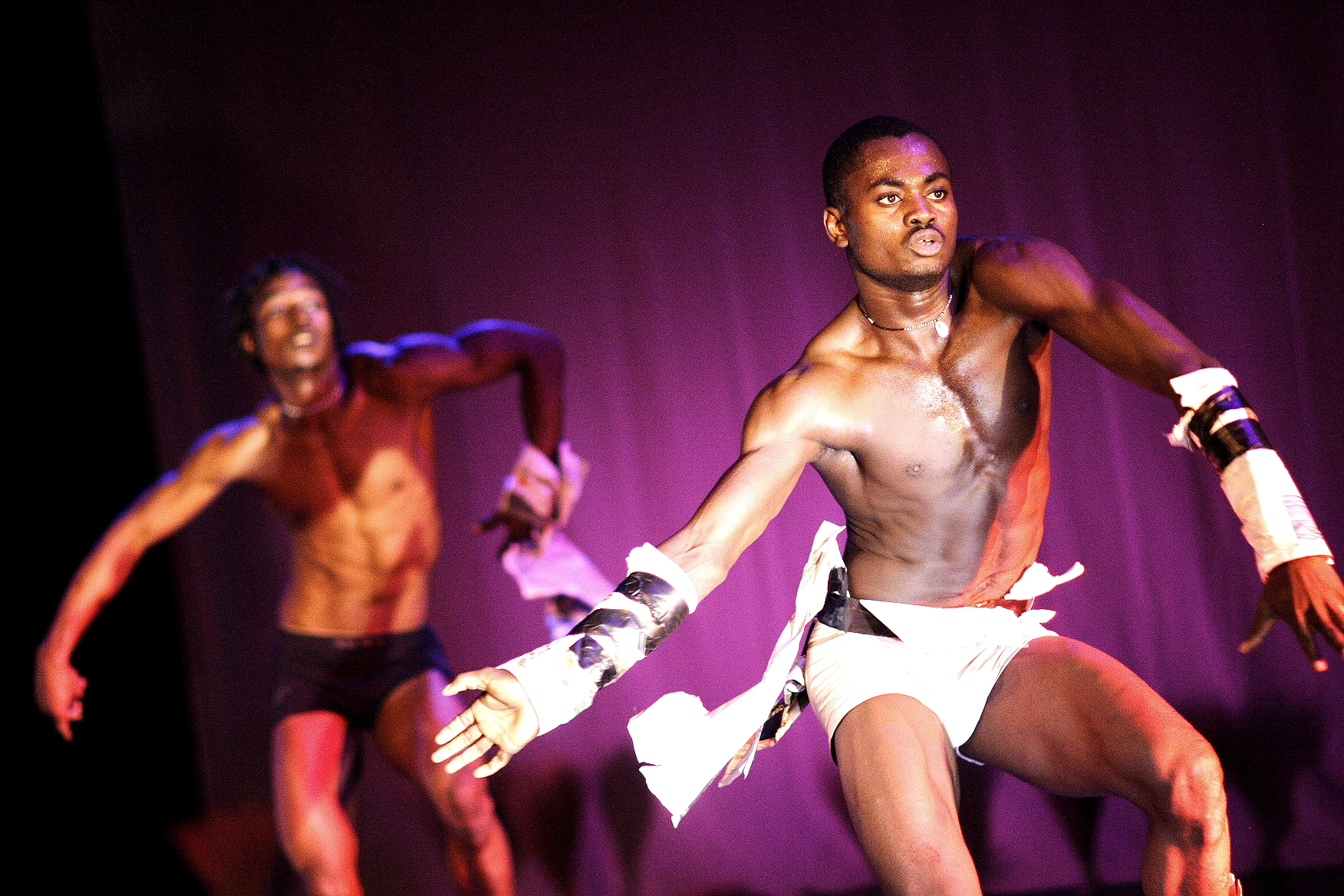
Bailarines de Burkina Faso

### Música
En Burkina Faso, la música tradicional africana acompaña la vida cotidiana de la población y está estrechamente integrada en ella. La música tradicional de las etnias de Burkina Faso se caracteriza por diversos tipos de tambores y el balafón. El grupo de balafón Farafina de Bobo-Dioulasso, que ha existido con una formación cambiante desde 1978, ha trabajado con los Rolling Stones, entre otros, y, al igual que Gabin Dabiré, ha disfrutado de más éxito en Europa. Black So Man, conocido por sus letras críticas y fallecido en 2002 a consecuencia de un accidente de auto en 1997, era extremadamente popular. Victor Démé, que publicó su primer álbum en solitario en 2008 tras numerosas apariciones como invitado, también ha atraído mucha atención dentro y fuera de su país.
El Kundé d'Or se concede como importante premio musical desde 2001. Bil Aka Kora ha ganado el premio dos veces hasta la fecha por su música basada en los ritmos tradicionales de los Kassena. Otros ganadores han sido Solo Dja Kabaco, Georges Ouédraogo, en activo desde 1973 hasta su muerte en 2012, la cantante Amity Méria y Yoni, que, como Ouédraogo, combina melodías y ritmos modernos y tradicionales para crear musique tradi-moderne. El ganador de 2009 fue Hamed Smani. El productor, rapero y activista político Smockey, Faso Kombat y el grupo Yeleen fueron galardonados como representantes del hip-hop burkinés. Entre los artistas galardonados en los últimos años figuran Eugène Kounker, Dez Altino, Floby y Alif Naaba. Todos los años se celebra el Waga Hip Hop Festival, con artistas de África y Europa.

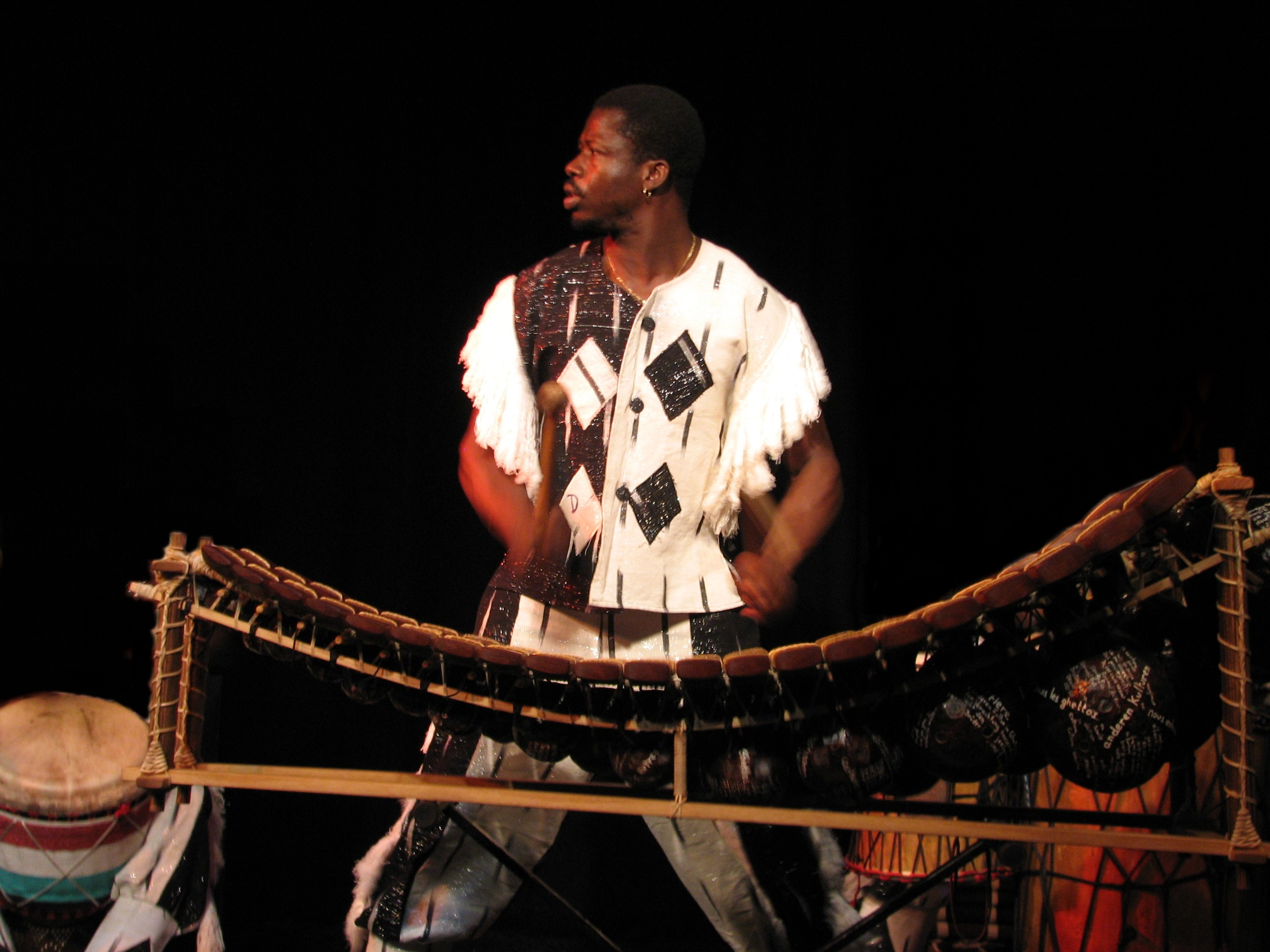
Mamadou Diabate, un músico burkinés. Su instrumento principal es el balafón (un xilófono de África Occidental).

Entre los artistas de reggae más conocidos figuran Zêdess y Sams'K Le Jah, que, como Smockey, es activista del movimiento civil Le Balai Citoyen. Jazz à Ouaga es un festival de jazz que se celebra regularmente.
En octubre de 2011 se inauguró en Laongo, cerca de Uagadugú, la Opera Village Africa, diseñada por el arquitecto Diébédo Francis Kéré. Tras la muerte del iniciador Christoph Schlingensief, su viuda Aino Laberenz ha continuado la obra.

### Literatura
Debido a la ausencia de escritura en las culturas sudanesas y, por tanto, a la tradición oral, así como a la elevada proporción de analfabetos en la población, la literatura sólo tiene una importancia secundaria en el Burkina Faso actual. En la época del desarrollo literario en otras partes de África Occidental, los intelectuales del país estaban preocupados por el compromiso político -en particular la lucha por la restauración del Alto Volta tras la Segunda Guerra Mundial-, por lo que la historia de la literatura no comenzó hasta después de la independencia. Si Antoine Dim Delobsom ya había publicado en 1934 una obra sobre los mitos y leyendas de los mossi, Crépuscule des temps anciens, de Nazi Boni, publicada en 1962, marca el comienzo de la literatura burkinesa. En esta novela de la tradición de Négritude, Boni describe la amenaza que supone la colonización para las estructuras y valores tradicionales de su etnia, los bwaba. En los años siguientes sólo se publicaron unas pocas obras, entre ellas las de Pierre Dabiré, Roger Nikiéma y Titinga Frédéric Pacéré.
No fue hasta la revolución cuando el Estado empezó a promover la literatura. Además de mejorar la literatura y motivar a los autores, esto también influyó en los temas tratados en la literatura, que en su mayor parte se sometió al mandato educativo oficial del Estado y a la comunicación de valores tradicionales y desarrolló poco potencial crítico, ya que dependía de la buena voluntad de los patrocinadores estatales. En el mejor de los casos, la crítica, como en el caso de Norbert Zongo o Pierre Claver Ilboudo, se codifica o se eleva a un nivel abstracto, por ejemplo trasladando la trama a países ficticios. Debido a la falta de industria editorial y de mercado para la literatura, la mayoría de las obras se producen internamente en pequeñas ediciones. La literatura contemporánea se caracteriza por la presencia de mujeres, entre ellas Monique Ilboudo, Bernadette Sanou y Sophie Kam.
Uno de los grandes intelectuales africanos es Joseph Ki-Zerbo, que fue el primer africano en publicar una obra sobre la historia del continente y fue políticamente activo hasta su muerte.

## Ciencia y Tecnología
En Burkina Faso existen estructuras tecnológicas para promover o regular las tecnologías de la información y la comunicación (TIC).
La ANPTIC  (Agencia Nacional de Promoción de las TIC, o Agence nationale de promotion des TIC) de Burkina Faso tiene como objetivo actuar como incubadora de empresas tecnológicas punteras y contribuir a la promoción y difusión de sistemas y productos diseñados y producidos localmente, al tiempo que pone especialistas a disposición de los centros públicos y privados de formación en informática para promover la excelencia en la formación.
ARCEP (la Autoridad de Regulación de las Comunicaciones Electrónicas y Postales o Autorité de Régulation des Communications Electroniques et des Postes) tiene como objetivo establecer un sistema de formalización y regulación en el ámbito de las nuevas tecnologías.
La BCLCC (la Brigada Central de lucha contra la Ciberdelincuencia o Brigade Centrale de Lutte Contre la Cybercriminalité) tiene como objetivo reprimir los delitos informáticos y todos aquellos cometidos mediante las tecnologías de la información y la comunicación.
Se han creado incubadoras tecnológicas como BeogoLab, OuagaLab (ahora WakatLab), Jokolabs, SiraLab, y empresas tecnológicas como Softnet Burkina y CFAO Technologie para desarrollar las TIC.

## Deporte

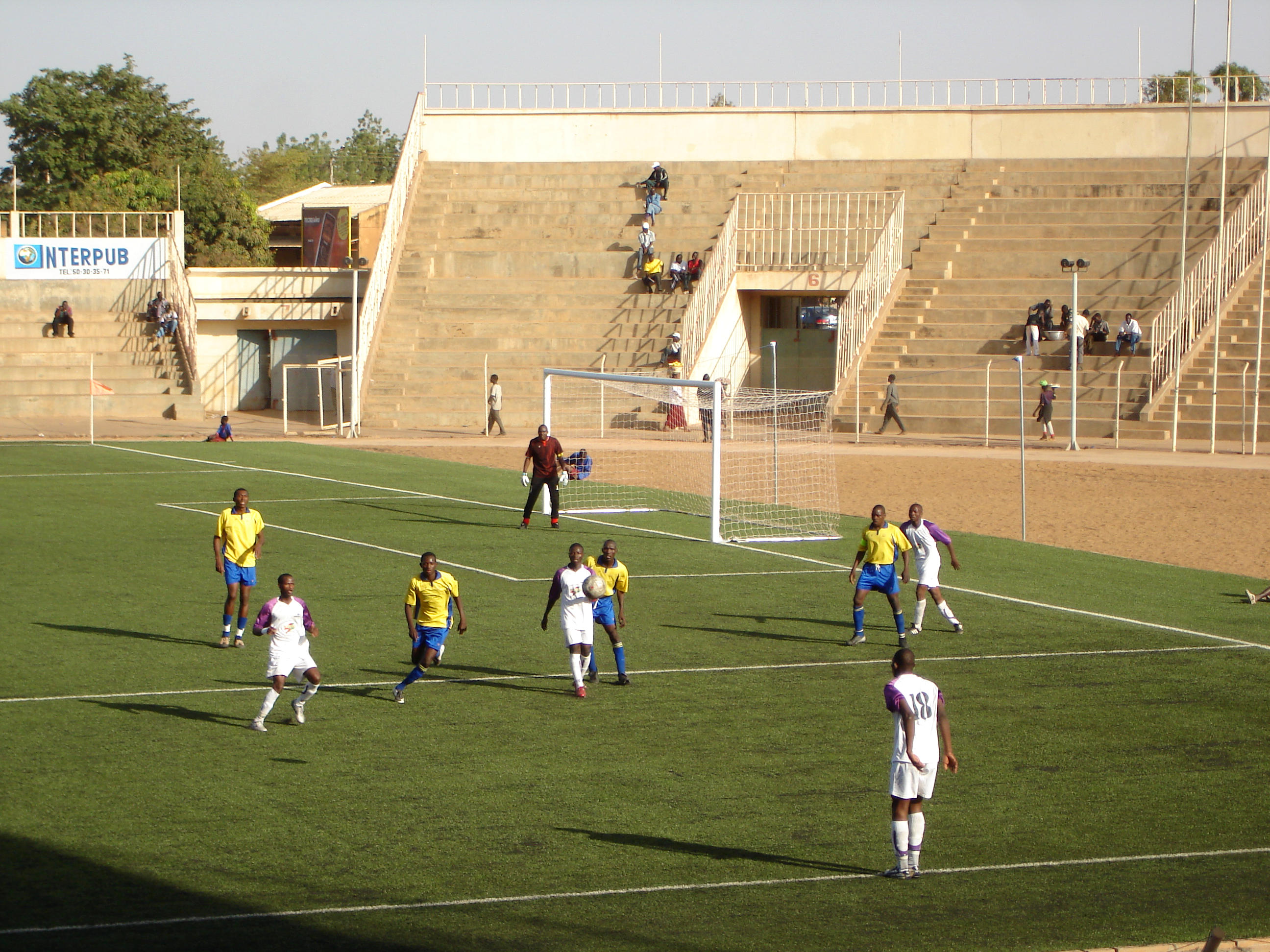
Partido de fútbol en el estadio municipal de Uagadugú

El deporte más popular es el fútbol. Su Selección nacional nunca se ha clasificado para una Copa Mundial aunque estuvo cerca en 2014, donde tuvo que jugar un partido de definición ante Argelia, en encuentros de ida y vuelta. En la ida jugada en Uagadugú, la selección venció por 3-2. Pero en la vuelta en Blida, fueron derrotados por la mínima diferencia, eliminándolos por la Regla del gol de visitante, es decir, Burkina Faso se quedó fuera de un Mundial por un solo gol. 
Además, ha participado en 11 ediciones de la Copa Africana de Naciones, siendo su mayor presentación el 2013 cuando disputaron la final contra Nigeria, cayendo por 2-0. Dentro del país, existe la Primera División de Burkina Faso, que fue fundada en 1961 y cuyos equipos más ganadores son Etoile Filante Ouagadougou y el ASFA Yennenga, con 13 títulos cada uno.
Burkina participó por primera vez en unos Juegos Olímpicos en Múnich 1972, habiendo participado hasta los JJOO de París 2024 en 11 ocasiones. La única medalla en los Juegos Olímpicos se produjo en Tokio 2020 por Hugues Fabrice Zango al obtener una medalla de bronce en atletismo en la prueba de triple salto.